# Liste des villes de l'Alberta
Cet article concerne les municipalités ayant le statut de town. Pour les plus grandes ayant le statut de city, voir Liste des cités de l'Alberta.

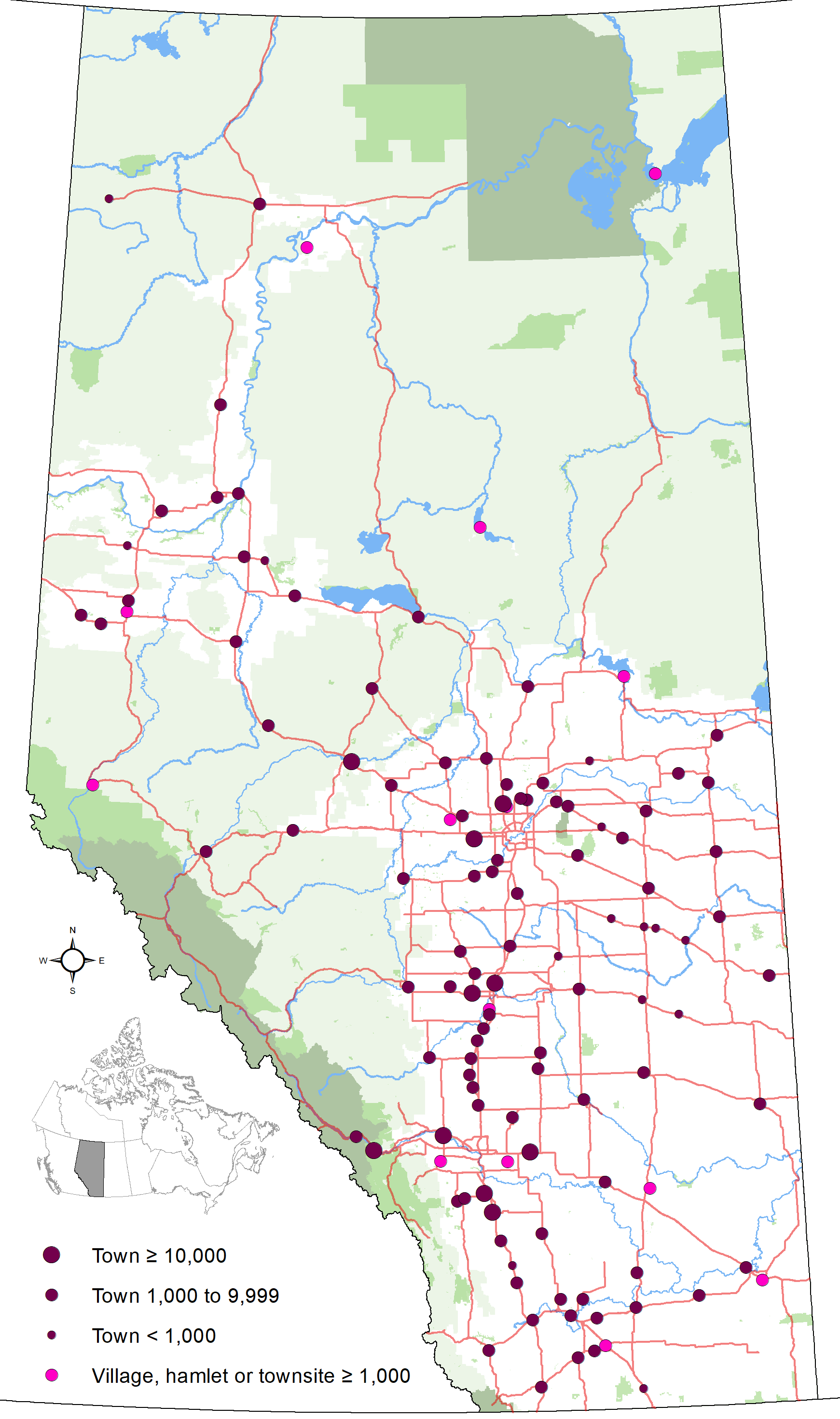
Distribution des 107 villes (towns) de l'Alberta et des 11 autres communautés qui entrent dans les critères législatifs de population nécessaires à l'obtention du statut de ville, en plus de Chestermere qui est devenue une cité depuis l'élaboration de la carte

Cet article présente une liste des villes de l'Alberta. Elle recense toutes les municipalités de la province canadienne de l'Alberta ayant le statut juridique de ville (town en anglais), un statut de municipalité urbaine qui se situe entre le village (village) et la cité (city) selon le nombre d'habitants. Lors du recensement de 2011, l'Alberta comprenait 107 villes ayant le statut de town. Celles-ci sont classées par ordre alphabétique dans un tableau triable contenant leur nom, la municipalité spécialisée ou rurale qui leur sont environnante ou adjacente, leur population selon le recensement municipal le plus récent, selon le recensement du Canada de 2011 et selon le recensement du Canada de 2006, le changement démographique entre 2006 et 2011, leur superficie ainsi que leur densité de population.
Une communauté albertaine peut obtenir le statut de ville lorsqu'elle a une population d'au moins 1 000 habitants et que la majorité de ses bâtiments sont situés sur des parcelles de terre d'une superficie de moins de 1 850 m2 à la requête de son conseil municipal auprès des Affaires municipales Alberta sous l'autorité de la Municipal Government Act (la « Loi sur le gouvernement municipal »).
Cet article présente également une liste des anciennes villes de l'Alberta qui recense toutes les communautés albertaines qui ont déjà eu le statut de ville (town), mais qui ont maintenant un autre statut. Celles-ci sont classées par ordre alphabétique dans un tableau triable comprenant leur nom, leur date d'incorporation en tant que ville, leur statut actuel et leur date d'incorporation à leur statut actuel.
Il présente aussi une liste des villes nouvelles de l'Alberta. Une ville nouvelle (new town en anglais) est un ancien statut juridique de municipalité urbaine en Alberta ayant existé de 1956 à 1994. Cette liste recense toutes les communautés qui furent constituées en tant que ville nouvelle à un moment ou à un autre. Celles-ci sont classées par ordre alphabétique dans un tableau triable contenant leur nom, leur date d'incorporation en tant que ville nouvelle, leur statut précédent, leur date d'incorporation au statut suivant et leur statut suivant. Il y a au moins 12 communautés albertaines qui furent des villes nouvelles.

## Cadre juridique
L'autorité pour une communauté pour s'incorporer en ville (town dans le texte originel de la loi en anglais) est issue de la Municipal Government Act (la « Loi sur le gouvernement municipal ») de l'Alberta. Une communauté peut faire la demande pour obtenir le statut de ville lorsqu'elle a une population d'au moins 1 000 habitants et que la majorité de ses bâtiments se trouvent sur des parcelles de terre de moins de 1 850 m2. La requête est effectuée par le conseil municipal et est approuvée par décret du lieutenant-gouverneur sous la recommandation du ministre des Affaires municipales. Lorsque la population d'une ville excède 10 000 habitants, son conseil municipal peut demander le changement de son statut en celui de cité (city en anglais), mais le changement de statut constitué n'est pas obligatoire. De plus, les municipalités qui ont déjà le statut de ville ont le droit de garder leur statut même si leur population décline sous le seuil de 1 000 habitants ou si leur incorporation date d'avant que ce nombre minimal d'habitants ne soit exigé.

## Statistiques
D'après le recensement de 2011, la population cumulée des 107 villes de l'Alberta était de 437 006 habitants pour une moyenne de 4 084 habitants par ville. La ville la plus peuplée est Okotoks avec 24 511 habitants tandis que la moins peuplée est Granum avec 447 habitants.
La gouvernance des villes à travers la province est assurée par 720 élus, à savoir 108 maires et 612 conseillers.
La plus haute concentration de villes en Alberta se trouve le long de l'autoroute Queen Elisabeth II et de la route 2A, dans le couloir entre Calgary et Edmonton en incluant, du sud au nord, Crossfield, Carstairs, Didsbury, Olds, Bowden, Innisfail, Penhold, Blackfalds, Ponoka et Millet.

## Liste des villes
Le tableau ci-dessous est une liste des seules municipalités urbaines de l'Alberta qui sont incorporées en tant que villes (towns) en date de juillet 2016.
- Haut – A
- B
- C
- D
- E
- F
- G
- H
- I
- J
- K
- L
- M
- N
- O
- P
- Q
- R
- S
- T
- U
- V
- W
- X
- Y
- Z
- 0-9

| Nom                  | Municipalité spécialisée ou rurale environnante ou adjacente                          | Date d'incorporation         | Population selon le recensement municipal (année) | Population selon le recensement du Canada de 2011 | Population selon le recensement du Canada de 2006 | Changement démographique (%) | Superficie (km2) | Densité de population (habitant par km2) |
| -------------------- | ------------------------------------------------------------------------------------- | ---------------------------- | ------------------------------------------------- | ------------------------------------------------- | ------------------------------------------------- | ---------------------------- | ---------------- | ---------------------------------------- |
| Athabasca            | Comté d'Athabasca                                                                     | 19 septembre 1911            |                                                   | 2 990                                             | 2 580                                             | 15,9                         | 17,48            | 171,1                                    |
| Banff                | District d'amélioration no 9                                                          | 1er janvier 1990             | 8 421 (2014)                                      | 7 584                                             | 6 700                                             | 13,2                         | 4,88             | 1 555                                    |
| Barrhead             | Comté de Barrhead no 11                                                               | 26 novembre 1946             |                                                   | 4 432                                             | 4 209                                             | 5,3                          | 8,1              | 547,2                                    |
| Bashaw               | Comté de Camrose                                                                      | 1er mai 1964                 |                                                   | 873                                               | 796                                               | 9,7                          | 2,84             | 306,9                                    |
| Bassano              | Comté de Newell                                                                       | 16 janvier 1911              |                                                   | 1 282                                             | 1 345                                             | 4,7                          | 5,16             | 248,6                                    |
| Beaumont             | Comté de Leduc                                                                        | 1er janvier 1990             | 16 768 (2015)                                     | 13 284                                            | 8 961                                             | 48,2                         | 10,5             | 1 264,8                                  |
| Beaverlodge          | Comté de Grande Prairie no 1                                                          | 24 janvier 1956              |                                                   | 2 365                                             | 2 264                                             | 4,5                          | 5,58             | 424                                      |
| Bentley              | Comté de Lacombe                                                                      | 1er janvier 2001             | 1 122 (2014)                                      | 1 073                                             | 1 083                                             | 0,9                          | 2,3              | 466,3                                    |
| Black Diamond        | District municipal Foothills no 31                                                    | 1er janvier 1956             |                                                   | 2 373                                             | 1 900                                             | 24,9                         | 3,21             | 740,3                                    |
| Blackfalds           | Comté de Lacombe                                                                      | 1er avril 1980               | 8 793 (2015)                                      | 6 300                                             | 4 618                                             | 36,4                         | 16,36            | 385                                      |
| Bon Accord           | Comté de Sturgeon                                                                     | 20 novembre 1979             |                                                   | 1 488                                             | 1 534                                             | 3                            | 2,11             | 706,2                                    |
| Bonnyville           | District municipal de Bonnyville no 87                                                | 3 février 1948               | 6 921 (2014)                                      | 6 216                                             | 5 832                                             | 6,6                          | 14,1             | 440,7                                    |
| Bow Island           | Comté de Forty Mile no 8                                                              | 1er février 1912             |                                                   | 2 025                                             | 1 790                                             | 13,1                         | 5,92             | 342,1                                    |
| Bowden               | Comté de Red Deer                                                                     | 1er septembre 1981           |                                                   | 1 241                                             | 1 210                                             | 2,6                          | 2,73             | 454,7                                    |
| Bruderheim           | Comté de Lamont                                                                       | 17 septembre 1980            | 1 348 (2014)                                      | 1 155                                             | 1 215                                             | 4,9                          | 4,23             | 273,2                                    |
| Calmar               | Comté de Leduc                                                                        | 19 janvier 1954              | 2 101 (2014)                                      | 1 970                                             | 1 959                                             | 0,6                          | 4,65             | 423,7                                    |
| Canmore              | District municipal de Bighorn no 8 District d'amélioration de Kananaskis              | 1er juin 1966                | 13 077 (2014)                                     | 12 288                                            | 12 039                                            | 2,1                          | 68,9             | 178,4                                    |
| Cardston             | Comté de Cardston                                                                     | 2 juillet 1901               |                                                   | 3 580                                             | 3 452                                             | 3,7                          | 8,64             | 414,1                                    |
| Carstairs            | Comté de Mountain View                                                                | 1er septembre 1966           |                                                   | 3 442                                             | 2 699                                             | 27,5                         | 11,52            | 298,4                                    |
| Castor               | Comté de Paintearth no 18                                                             | 27 juin 1910                 |                                                   | 932                                               | 931                                               | 0,1                          | 2,72             | 343,1                                    |
| Claresholm           | District municipal de Willow Creek no 26                                              | 31 août 1905                 |                                                   | 3 758                                             | 3 700                                             | 1,6                          | 9,08             | 414                                      |
| Coaldale             | Comté de Lethbridge                                                                   | 7 janvier 1952               | 7 526 (2013)                                      | 7 493                                             | 6 177                                             | 21,3                         | 7,95             | 942,8                                    |
| Coalhurst            | Comté de Lethbridge                                                                   | 1er juin 1995                | 2 522 (2015)                                      | 1 963                                             | 1 523                                             | 28,9                         | 2,39             | 820,3                                    |
| Cochrane             | Comté de Rocky View                                                                   | 15 février 1971              | 23 084 (2015)                                     | 17 580                                            | 13 760                                            | 27,8                         | 30,03            | 585,5                                    |
| Coronation           | Comté de Paintearth no 18                                                             | 29 avril 1912                |                                                   | 947                                               | 1 015                                             | 6,7                          | 3,73             | 253,6                                    |
| Crossfield           | Comté de Rocky View                                                                   | 1er août 1980                | 2 918 (2014)                                      | 2 853                                             | 2 668                                             | 6,9                          | 11,87            | 240,3                                    |
| Daysland             | Comté de Flagstaff                                                                    | 2 avril 1907                 |                                                   | 807                                               | 818                                               | 1,3                          | 1,75             | 461,2                                    |
| Devon                | Comté de Leduc                                                                        | 24 février 1950              | 6 650 (2014)                                      | 6 510                                             | 6 261                                             | 4                            | 11,72            | 555,6                                    |
| Didsbury             | Comté de Mountain View                                                                | 27 septembre 1906            |                                                   | 4 957                                             | 4 305                                             | 15,1                         | 16,08            | 308,2                                    |
| Drayton Valley       | Comté de Brazeau                                                                      | 1er février 1957             |                                                   | 7 049                                             | 7 893                                             | 2,3                          | 12,27            | 574,3                                    |
| Drumheller           | Comté de Kneehill Aire spéciale no 2 Comté de Starland Comté de Wheatland             | 2 mars 1916 1er janvier 1998 |                                                   | 8 029                                             | 7 932                                             | 1,2                          | 107,93           | 74,4                                     |
| Eckville             | Comté de Lacombe                                                                      | 1er juillet 1966             |                                                   | 1 125                                             | 951                                               | 18,3                         | 1,58             | 710,8                                    |
| Edson                | Comté de Yellowhead                                                                   | 21 septembre 1911            | 8 646 (2012)                                      | 8 475                                             | 8 098                                             | 4,7                          | 29,58            | 286,5                                    |
| Elk Point            | Comté de Saint-Paul no 19                                                             | 1er janvier 1962             | 1 646 (2015)                                      | 1 412                                             | 1 487                                             | 5                            | 4,88             | 289,1                                    |
| Fairview             | District municipal de Fairview no 136                                                 | 25 avril 1949                |                                                   | 3 162                                             | 3 297                                             | 4,1                          | 11,3             | 279,8                                    |
| Falher               | District municipal de Smoky River no 130                                              | 1er janvier 1955             |                                                   | 1 075                                             | 941                                               | 14,2                         | 2,87             | 374,7                                    |
| Fort Macleod         | District municipal de Willow Creek no 26                                              | 29 mars 1912                 |                                                   | 3 117                                             | 3 072                                             | 1,5                          | 23,34            | 133,5                                    |
| Fox Creek            | District municipal de Greenview no 16                                                 | 1er septembre 1983           | 2 112 (2013)                                      | 1 969                                             | 2 278                                             | 13,6                         | 11,54            | 170,6                                    |
| Gibbons              | Comté de Sturgeon                                                                     | 1er avril 1977               |                                                   | 3 030                                             | 2 642                                             | 14,7                         | 7,39             | 409,9                                    |
| Grande Cache         | District municipal de Greenview no 16                                                 | 1er septembre 1983           |                                                   | 4 319                                             | 3 783                                             | 14,2                         | 35,48            | 121,7                                    |
| Granum               | District municipal de Willow Creek no 26                                              | 7 novembre 1910              |                                                   | 447                                               | 415                                               | 7,7                          | 1,87             | 239,6                                    |
| Grimsaw              | District municipal de Peace no 135                                                    | 2 février 1953               |                                                   | 2 515                                             | 2 537                                             | 0,9                          | 7,21             | 349                                      |
| Hanna                | Aire spéciale no 2                                                                    | 14 avril 1914                |                                                   | 2 673                                             | 2 847                                             | 6,1                          | 8,56             | 312,4                                    |
| Hardisty             | Comté de Flagstaff                                                                    | 9 novembre 1910              |                                                   | 639                                               | 760                                               | 15,9                         | 5,48             | 116,6                                    |
| High Level           | Comté de Mackenzie                                                                    | 1er septembre 1983           | 3 823 (2015)                                      | 3 641                                             | 3 887                                             | 6,3                          | 31,99            | 113,8                                    |
| High Prairie         | Comté de Big Lakes                                                                    | 10 janvier 1950              |                                                   | 2 600                                             | 2 785                                             | 6,6                          | 7,92             | 328,2                                    |
| High River           | District municipal de Foothills no 31                                                 | 2 février 1906               |                                                   | 12 920                                            | 10 716                                            | 20,6                         | 14,27            | 905,5                                    |
| Hinton               | Comté de Yellowhead                                                                   | 29 décembre 1958             |                                                   | 9 640                                             | 9 738                                             | 1                            | 33,77            | 285,4                                    |
| Innisfail            | Comté de Red Deer                                                                     | 20 novembre 1903             | 7 952 (2015)                                      | 7 876                                             | 7 331                                             | 7,4                          | 19,53            | 403,2                                    |
| Irricana             | Comté de Rocky View                                                                   | 9 juin 2005                  |                                                   | 1 162                                             | 1 243                                             | 6,5                          | 3,18             | 364,9                                    |
| Killam               | Comté de Flagstaff                                                                    | 1er mai 1965                 |                                                   | 981                                               | 1 019                                             | 3,7                          | 4,53             | 216,3                                    |
| Lamont               | Comté de Lamont                                                                       | 31 mai 1968                  |                                                   | 1 753                                             | 1 669                                             | 5                            | 9,27             | 189,2                                    |
| Legal                | Comté de Sturgeon                                                                     | 1er janvier 1998             |                                                   | 1 225                                             | 1 192                                             | 2,8                          | 3,22             | 381                                      |
| Magrath              | Comté de Cardston                                                                     | 24 juillet 1907              | 2 398 (2015)                                      | 2 217                                             | 2 081                                             | 6,5                          | 4,97             | 446,2                                    |
| Manning              | Comté de Northern Lights                                                              | 1er janvier 1957             |                                                   | 1 164                                             | 1 493                                             | 22                           | 3,42             | 340                                      |
| Mayerthorpe          | Comté de Lac Sainte-Anne                                                              | 20 mars 1961                 |                                                   | 1 398                                             | 1 474                                             | 5,2                          | 4,78             | 292,7                                    |
| McLennan             | District municipal de Smoky River no 130                                              | 11 février 1948              |                                                   | 809                                               | 816                                               | 1,8                          | 3,58             | 226,2                                    |
| Milk River           | Comté de Warner no 5                                                                  | 7 février 1956               | 892 (2015)                                        | 811                                               | 816                                               | 0,6                          | 2,39             | 339,6                                    |
| Millet               | Comté de Wetaskiwin no 10                                                             | 1er septembre 1983           |                                                   | 2 092                                             | 2 068                                             | 1,2                          | 3,74             | 558,7                                    |
| Morinville           | Comté de Sturgeon                                                                     | 21 avril 1911                | 9 402 (2014)                                      | 8 569                                             | 6 775                                             | 26,5                         | 11,34            | 755,6                                    |
| Mundare              | Comté de Lamont                                                                       | 4 janvier 1951               |                                                   | 855                                               | 712                                               | 20,1                         | 4,2              | 203,6                                    |
| Nanton               | District municipal de Willow Creek no 26                                              | 9 août 1907                  |                                                   | 2 132                                             | 2 055                                             | 3,7                          | 4,8              | 443,9                                    |
| Okotoks              | District municipal Foothills no 31                                                    | 1er juin 1904                | 28 016 (2015)                                     | 24 511                                            | 17 150                                            | 42,9                         | 19,24            | 1 273,8                                  |
| Olds                 | Comté de Mountain View                                                                | 1er juillet 1905             | 8 617 (2014)                                      | 8 235                                             | 7 253                                             | 13,5                         | 14,87            | 553,8                                    |
| Onoway               | Comté de Lac Sainte-Anne                                                              | 1er septembre 2005           |                                                   | 1 039                                             | 875                                               | 18,7                         | 3,34             | 311,5                                    |
| Oyen                 | Aire spécial no 3                                                                     | 1er septembre 1965           | 1 006 (2015)                                      | 973                                               | 1 015                                             | 4,1                          | 4,93             | 197,4                                    |
| Penhold              | Comté de Red Deer                                                                     | 1er septembre 1980           | 2 842 (2014)                                      | 2 375                                             | 1 971                                             | 20,5                         | 5,33             | 445,3                                    |
| Picture Butte        | Comté de Lethbridge                                                                   | 1er janvier 1960             |                                                   | 1 650                                             | 1 592                                             | 3,6                          | 2,9              | 569,5                                    |
| Pincher Creek        | District municipal de Pincher Creek no 9                                              | 12 mai 1906                  | 3 619 (2013)                                      | 3 685                                             | 3 625                                             | 1,7                          | 10,19            | 361,6                                    |
| Ponoka               | Comté de Ponoka                                                                       | 15 octobre 1904              |                                                   | 6 773                                             | 6 576                                             | 3                            | 13,05            | 519,2                                    |
| Provost              | District municipal de Provost no 52                                                   | 29 décembre 1952             |                                                   | 2 041                                             | 2 072                                             | 1,5                          | 4,93             | 413,8                                    |
| Rainbow Lake         | Comté de Mackenzie                                                                    | 1er septembre 1995           | 938 (2015)                                        | 870                                               | 965                                               | 1,5                          | 4,93             | 413,8                                    |
| Raymond              | Comté de Warner no 5                                                                  | 1er juillet 1903             | 4 139 (2015)                                      | 3 743                                             | 3 225                                             | 16,1                         | 6,85             | 546,1                                    |
| Redcliff             | Comté de Cypress                                                                      | 5 août 1912                  |                                                   | 5 588                                             | 5 116                                             | 9,2                          | 16,2             | 344,9                                    |
| Redwater             | Comté de Sturgeon                                                                     | 31 décembre 1950             | 2 116 (2012)                                      | 1 915                                             | 2 202                                             | 13                           | 20,12            | 95,2                                     |
| Rimbey               | Comté de Ponoka                                                                       | 13 décembre 1948             |                                                   | 2 378                                             | 2 252                                             | 5,6                          | 11,34            | 209,7                                    |
| Rivière-la-Paix      | Comté de Northern Lights Comté de Northern Sunrise District municipal de Peace no 135 | 1er décembre 1919            |                                                   | 6 729                                             | 6 315                                             | 6,6                          | 25,92            | 259,6                                    |
| Rocky Mountain House | Comté de Clearwater                                                                   | 31 août 1939                 | 7 220 (2015)                                      | 6 933                                             | 6 874                                             | 0,9                          | 12,99            | 533,6                                    |
| Saint-Paul           | Comté de Saint-Paul no 19                                                             | 15 décembre 1936             | 6 004 (2014)                                      | 5 400                                             | 5 106                                             | 5,8                          | 7,89             | 684,7                                    |
| Sedgewick            | Comté de Flagstaff                                                                    | 1er mai 1966                 |                                                   | 857                                               | 891                                               | 3,8                          | 2,6              | 329,1                                    |
| Sexsmith             | Comté de Grande Prairie no 1                                                          | 15 octobre 1979              |                                                   | 2 418                                             | 1 969                                             | 22,8                         | 13,43            | 180,1                                    |
| Slave Lake           | District municipal de Lesser Slave River no 124                                       | 2 août 1965                  |                                                   | 6 782                                             | 6 703                                             | 1,2                          | 14,18            | 478,4                                    |
| Smoky Lake           | Comté de Smoky Lake                                                                   | 1er février 1962             |                                                   | 1 022                                             | 1 010                                             | 1,2                          | 4,2              | 243,5                                    |
| Spirit River         | District municipal de Spirit River no 133                                             | 18 septembre 1951            |                                                   | 1 025                                             | 1 148                                             | 10,7                         | 2,81             | 365,4                                    |
| Stavely              | District municipal de Willow Creek no 26                                              | 25 mai 1912                  |                                                   | 505                                               | 435                                               | 16,1                         | 1,62             | 311,3                                    |
| Stettler             | Comté de Stettler no 6                                                                | 23 novembre 1906             |                                                   | 5 748                                             | 5 445                                             | 5,6                          | 13,12            | 438,2                                    |
| Stony Plain          | Comté de Parkland                                                                     | 10 décembre 1908             | 16 127 (2015)                                     | 15 051                                            | 12 363                                            | 21,7                         | 35,61            | 422,7                                    |
| Strathmore           | Comté de Wheatland                                                                    | 6 juillet 1911               | 13 327 (2015)                                     | 12 305                                            | 10 280                                            | 19,7                         | 27,28            | 451                                      |
| Sundre               | Comté de Mountain View                                                                | 1er janvier 1956             | 2 695 (2012)                                      | 2 610                                             | 2 523                                             | 3,4                          | 11,16            | 233,9                                    |
| Swan Hills           | Comté de Big Lakes                                                                    | 1er janvier 1967             |                                                   | 1 465                                             | 1 645                                             | 10,9                         | 25,44            | 57,6                                     |
| Sylvan Lake          | Comté de Red Deer                                                                     | 20 mai 1946                  | 14 310 (2015)                                     | 12 327                                            | 10 250                                            | 20,3                         | 15,62            | 789,4                                    |
| Taber                | District municipal de Taber                                                           | 1er juillet 1907             | 8 380 (2015)                                      | 8 104                                             | 7 591                                             | 6,8                          | 15,09            | 537,2                                    |
| Three Hills          | Comté de Kneehill                                                                     | 1er janvier 1929             | 3 230 (2012)                                      | 3 198                                             | 3 089                                             | 3,5                          | 5,63             | 567,8                                    |
| Tofield              | Comté de Beaver                                                                       | 10 septembre 1909            |                                                   | 2 182                                             | 1 876                                             | 16,3                         | 8,17             | 267,1                                    |
| Trochu               | Comté de Kneehill                                                                     | 1er août 1962                |                                                   | 1 072                                             | 1 005                                             | 6,7                          | 2,82             | 380,1                                    |
| Turner Valley        | District municipal Foothills no 31                                                    | 1er septembre 1977           | 2 511 (2015)                                      | 2 167                                             | 1 908                                             | 13,6                         | 5,45             | 397,6                                    |
| Two Hills            | Comté de Two Hills no 21                                                              | 1er janvier 1955             | 1 431 (2012)                                      | 1 379                                             | 1 047                                             | 31,7                         | 3,31             | 416,3                                    |
| Valleyview           | District municipal de Greenview no 16                                                 | 5 février 1957               | 1 972 (2013)                                      | 1 761                                             | 1 725                                             | 2,1                          | 9,66             | 182,2                                    |
| Vauxhall             | District municipal de Taber                                                           | 1er janvier 1961             |                                                   | 1 288                                             | 1 069                                             | 20,5                         | 2,88             | 447,6                                    |
| Vegreville           | Comté de Minburn no 27                                                                | 27 août 1906                 | 5 758 (2012)                                      | 5 717                                             | 5 519                                             | 3,6                          | 13,92            | 410,6                                    |
| Vermilion            | Comté de Vermilion River                                                              | 27 août 1906                 | 4 545 (2012)                                      | 3 930                                             | 4 036                                             | 2,6                          | 13,69            | 287                                      |
| Viking               | Comté de Beaver                                                                       | 10 novembre 1952             |                                                   | 1 041                                             | 1 085                                             | 4,1                          | 3,76             | 277,1                                    |
| Vulcan               | Comté de Vulcan                                                                       | 15 juin 1921                 |                                                   | 1 836                                             | 1 940                                             | 5,4                          | 6,58             | 279                                      |
| Wainwright           | District municipal de Wainwright no 61                                                | 14 juillet 1910              | 6 289 (2013)                                      | 5 925                                             | 5 426                                             | 9,2                          | 8,91             | 665,4                                    |
| Wembley              | Comté de Grande Prairie no 1                                                          | 1er août 1980                | 1 410 (2012)                                      | 1 383                                             | 1 443                                             | 4,2                          | 4,54             | 304,8                                    |
| Westlock             | Comté de Westlock                                                                     | 7 janvier 1947               | 5 147 (2015)                                      | 4 823                                             | 5 008                                             | 3,7                          | 13,57            | 355,3                                    |
| Whitecourt           | Comté de Woodlands                                                                    | 20 décembre 1971             | 10 574 (2013)                                     | 9 605                                             | 8 971                                             | 7,1                          | 26,14            | 367,4                                    |
| Total                |                                                                                       |                              |                                                   | 437 006                                           | 394 739                                           | 10,7                         | 1 241,04         | 352,1                                    |

## Liste des anciennes villes
Le tableau ci-dessous est une liste des communautés albertaines qui ont déjà possédé le statut de ville (town), mais qui ont changé de statut ou ont été dissoutes. Toutes les cités de l'Alberta (cities) ont déjà possédé le statut de ville au cours de leur histoire,,.
| Nom               | Date d'incorporation en tant que ville (town) | Statut actuel                                                                    | Date d'incorporation au statut actuel |
| ----------------- | --------------------------------------------- | -------------------------------------------------------------------------------- | ------------------------------------- |
| Airdrie           | 1er mai 1974                                  | Cité (city)                                                                      | 1er janvier 1985                      |
| Beverly (en)      | 13 juillet 1914                               | Annexée par Edmonton                                                             | 30 décembre 1961                      |
| Big Valley        |                                               | Village                                                                          | 9 mars 1942                           |
| Blairmore         |                                               | Amalgammée pour former Corwnest Pass                                             | 1er janvier 1979                      |
| Bowness (en)      | 5 novembre 1951                               | Annexée par Calgary                                                              | 15 août 1964                          |
| Brooks            | 8 septembre 1911                              | Cité (city)                                                                      | 1er septembre 2005                    |
| Calgary           | 7 novembre 1884                               | Cité (city)                                                                      | 1er janvier 1894                      |
| Camrose           | 11 décembre 1906                              | Cité (city)                                                                      | 1er janvier 1955                      |
| Carmangay         |                                               | Village                                                                          | 4 mars 1936                           |
| Chestermere       | 1er mars 1993                                 | Cité (city)                                                                      | 1er janvier 2015                      |
| Cold Lake         | 2 juillet 1955                                | Cité (city)                                                                      | 1er octobre 2000                      |
| Coleman           |                                               | Amalgammée pour former Corwnest Pass                                             | 1er janvier 1979                      |
| Cynthia           |                                               | Hameau du comté de Brazeau                                                       | 1er mai 1959                          |
| Diamond City      |                                               | Hameau du comté de Lethbridge                                                    | 30 juin 1937                          |
| Edmonton          | 9 janvier 1892                                | Cité (city)                                                                      | 8 octobre 1904                        |
| Forest Lawn       | 1er août 1935                                 | Annexée par Calgary                                                              | 30 décembre 1961                      |
| Fort McMurray     | 29 décembre 1948                              | Secteur de services urbains,                                                     | 1er avril 1995                        |
| Fort Saskatchewan | 1er juillet 1907                              | Cité (city)                                                                      | 1er juillet 1985                      |
| Gleichen          | 6 mai 1910                                    | Hameau du comté de Wheatland                                                     | 31 mars 1998                          |
| Grand Centre (en) |                                               | Amalgammée pour former Cold Lake                                                 | 1er octobre 1996                      |
| Grande Prairie    | 15 mars 1919                                  | Cité (city)                                                                      | 1er janvier 1958                      |
| Grouard           | Décembre 1912                                 | Hameau du comté de Big Lakes,                                                    | 15 janvier 1944                       |
| Irvine            |                                               | Hameau du comté de Cypress                                                       |                                       |
| Jasper Place (en) | 6 novembre 1950                               | Annexée par Edmonton                                                             | 17 août 1964                          |
| Lac La Biche      |                                               | Amalgammée pour former le comté de Lac La Biche et devenir un hameau de ce comté | 1er août 2007                         |
| Lacombe           | 5 mai 1902                                    | Cité (city)                                                                      | 5 septembre 2010                      |
| Leduc             | 15 décembre 1906                              | Cité (city)                                                                      | 1er septembre 1983                    |
| Lethbridge        | 29 novembre 1890                              | Cité (city)                                                                      | 9 mai 1906                            |
| Lloydminster      | 22 mai 1930                                   | Cité (city)                                                                      | 1er janvier 1958                      |
| Lodgepole         |                                               | Hameau du comté de Brazeau                                                       |                                       |
| Medicine Hat      | 1er novembre 1898                             | Cité (city)                                                                      | 9 mai 1906                            |
| Montgomery (en)   | 24 décembre 1957                              | Annexée par Calgary,                                                             | 15 août 1963                          |
| Red Deer          | 12 juin 1894                                  | Cité (city)                                                                      | 25 mars 1913                          |
| Saint-Albert      | 1er septembre 1904 3 juillet 1962,            | Cité (city)                                                                      | 1er janvier 1977                      |
| Strathcona        | 29 mai 1899,                                  | Annexée à Edmonton                                                               | 1er février 1912                      |
| Wetaskiwin        | 5 avril 1902                                  | Cité (city)                                                                      | 9 mai 1906                            |
| Youngstown        |                                               | Village de l'aire spéciale no 3                                                  | 31 décembre 1936                      |

## Villes nouvelles

### Cadre juridique
Une ville nouvelle (new town en anglais) est un ancien type de statut juridique de municipalité urbaine en Alberta qui n'est plus utilisé. L'autorité pour incorporer une communauté en tant que ville nouvelle provenait du The New Towns Act (la « Loi sur les villes nouvelles »), laquelle était le chapitre 39 des Statutes of Alberta, 1956 (les « Lois de l'Alberta de 1956 »).
Au moins 12 communautés ont été constitutées en tant que ville nouvelle entre 1956 et 1967. Cynthia et Drayton Valley furent les deux premières en se constituant en ville nouvelle le 1er juin 1956. Drayton Valley fut constituée en ville nouvelle après avoir été constituée en village pendant seulement six mois et elle fut également la communauté à avoir le statut de ville nouvelle le moins longtemps en changeant de statut après seulement huit mois pour celui de ville (town). La dernière communauté à s'être constituée en ville nouvelle fut Fox Creek le 19 juillet 1967. Fox Creek était non incorporée avant cette date. Elle resta une ville nouvelle pendant à peine plus de 16 ans jusqu'au 1er septembre 1983 lorsqu'elle changea son statut à celui de ville (town). Rainbow Lake fut la dernière communauté à être reconnue en tant que ville nouvelle. Son statut fut changé pour celui de ville (town en 1994 lorsque de nombreuses lois sous l'autorité d'Affaires municipales Alberta eurent fait la transition vers l'actuel Municipal Government Act (la « Loi sur le gouvernement municipal »). Rainbow Lake fut aussi la communauté à opérer sous le statut de ville nouvelle pour la période la plus longue, c'est-à-dire presque 28 ans, du 1er septembre 1966 au 2 mai 1994.
Toutes sauf les communautés à s'être constitutées en tant que ville nouvelle étaient des communautés de ressources du Nord ou du Centre-Ouest de l'Alberta et étaient des communautés récemment fondées au moment de leur incorporation en tant que ville nouvelle. La seule exception est Saint-Albert qui est la seule communauté qui fut une ville nouvelle qui ne se trouve pas dans le Nord ou le Centre-Ouest de la province.
Les autres municipalités ayant postulé au statut de ville nouvelle étaient Slave Lake et Smith. Slave Lake postula même si elle était déjà incorporée afin d'accéder à des fonds provinciaux supplémentaires, mais la demande fut rejetée par le cabinet provincial. Dans le cas de Smith, après avoir déposé une candidature en 1968, celle-ci fut refusée après que l'étude de faisabilité de la province établit qu'il était peu probable que Smith attire davantage de développement économique.

### Liste des villes nouvelles
La liste ci-dessous montre les 12 communautés qui furent incorporées à un moment ou à un autre en tant que ville nouvelle.
| Nom            | Date d'incorporation en tant que ville nouvelle | Statut précédent    | Date de changement au statut suivant | Statut suivant |
| -------------- | ----------------------------------------------- | ------------------- | ------------------------------------ | -------------- |
| Cynthia        | 1er juin 1956                                   | Aire non incorporée | 1er mai 1959                         | Hameau         |
| Drayton Valley | 1er juin 1956                                   | Village             | 1er février 1957                     | Ville (town)   |
| Fort McMurray  | 30 juin 1964                                    | Ville (town)        | 1er septembre 1980                   | Cité (city)    |
| Fox Creek      | 19 juillet 1967                                 | Aire non incorporée | 1er septembre 1980                   | Ville (town)   |
| Grande Cache   | 1er septembre 1966                              | Aire non incorporée | 1er septembre 1983                   | Ville (town)   |
| High Level     | 1er juin 1965                                   | Hameau              | 1er septembre 1983                   | Ville (town)   |
| Hinton         | 1er novembre 1956                               | Hameau              | 29 décembre 1958                     | Ville (town)   |
| Lodgepole      | 1er juillet 1956                                | Aire non incorporée | 1er mars 1970                        | Hameau         |
| Rainbow Lake   | 1er septembre 1966                              | Aire non incorporée | 2 mai 1994                           | Ville (town)   |
| Saint-Albert   | 1er janvier 1957                                | Ville (town)        | 3 juillet 1962                       | Ville (town)   |
| Swan Hills     | 1er septembre 1959                              | Aire non incorporée | 1er janvier 1967                     | Ville (town)   |
| Whitecourt     | 15 août 1961                                    | Village             | 20 décembre 1971                     | Ville (town)   |

## Galerie

Villes de l'Alberta
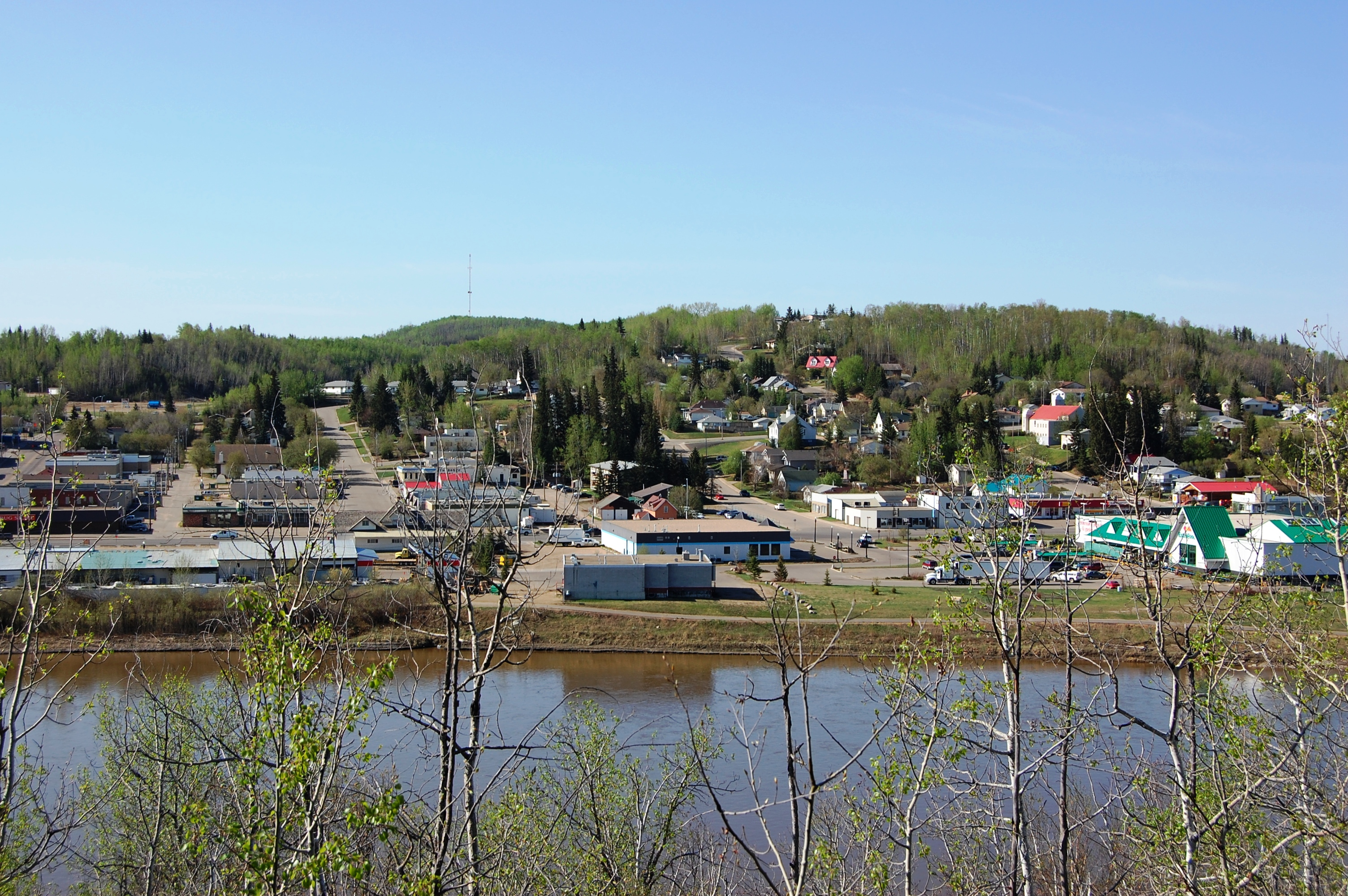
Athabasca
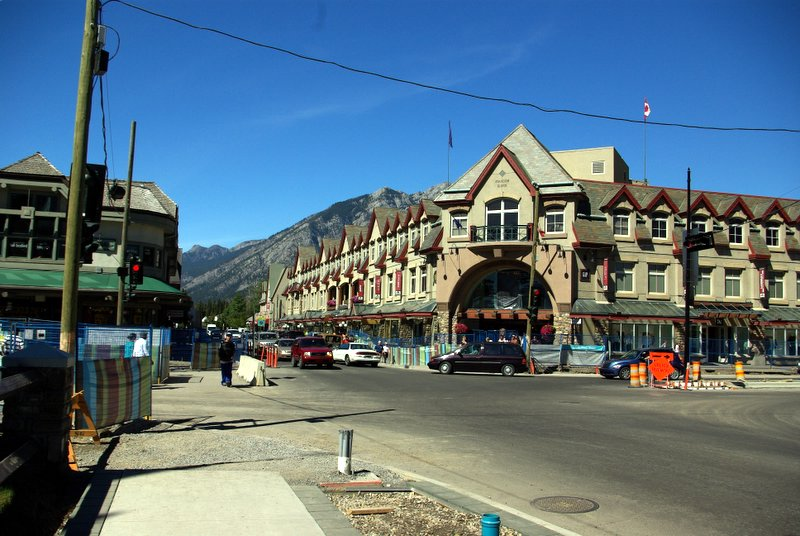
Banff
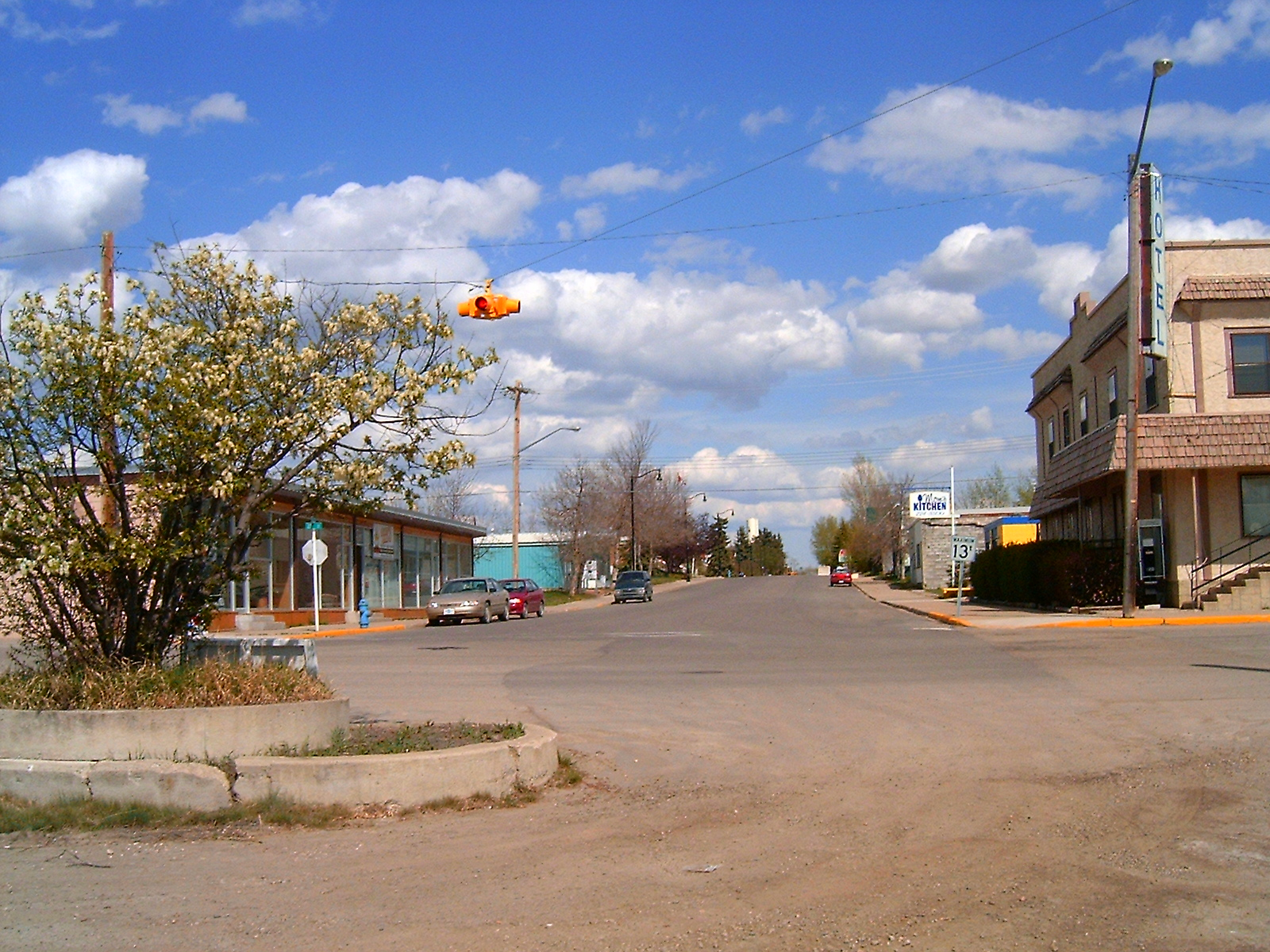
Bowden
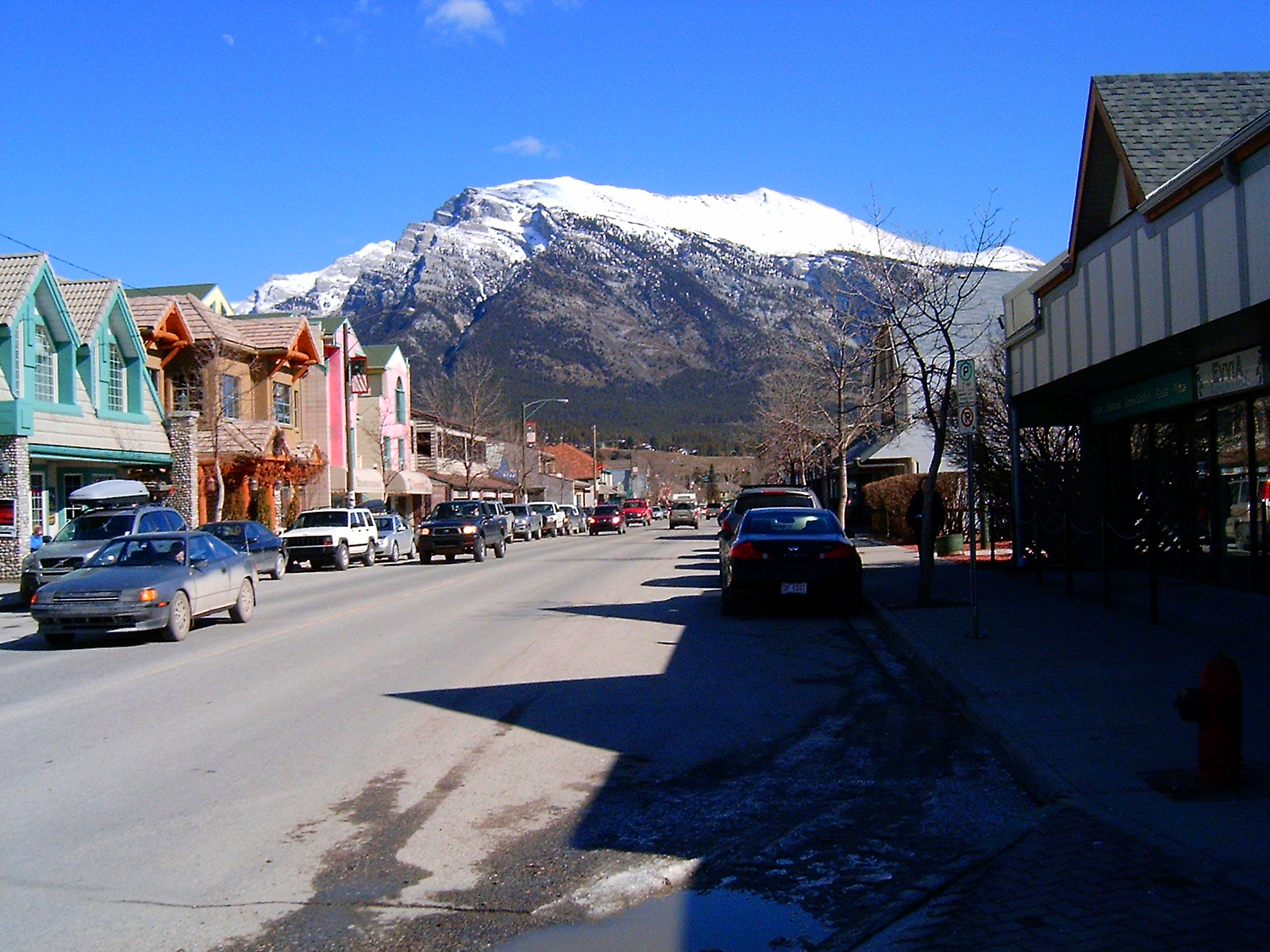
Canmore
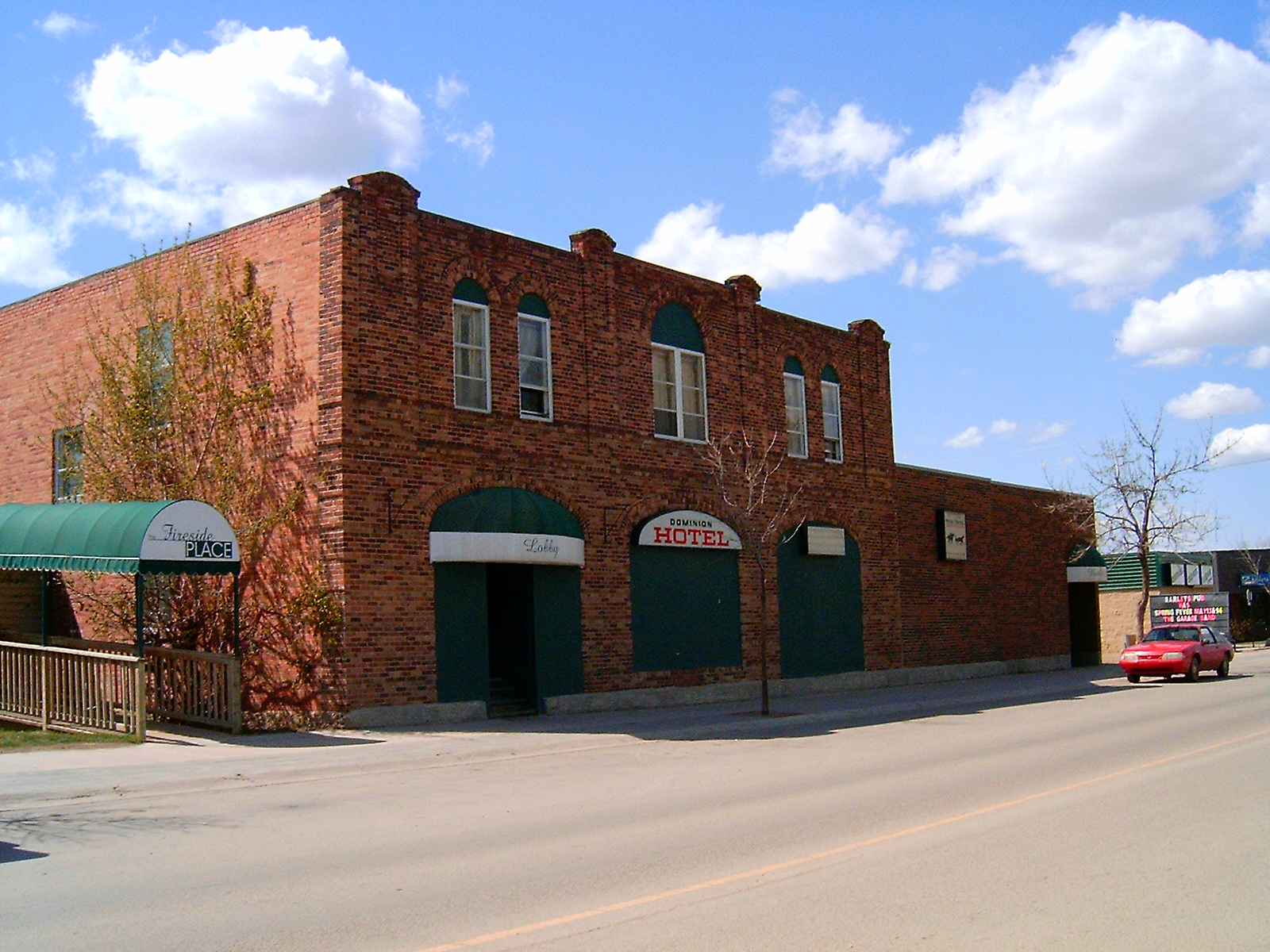
Carstairs
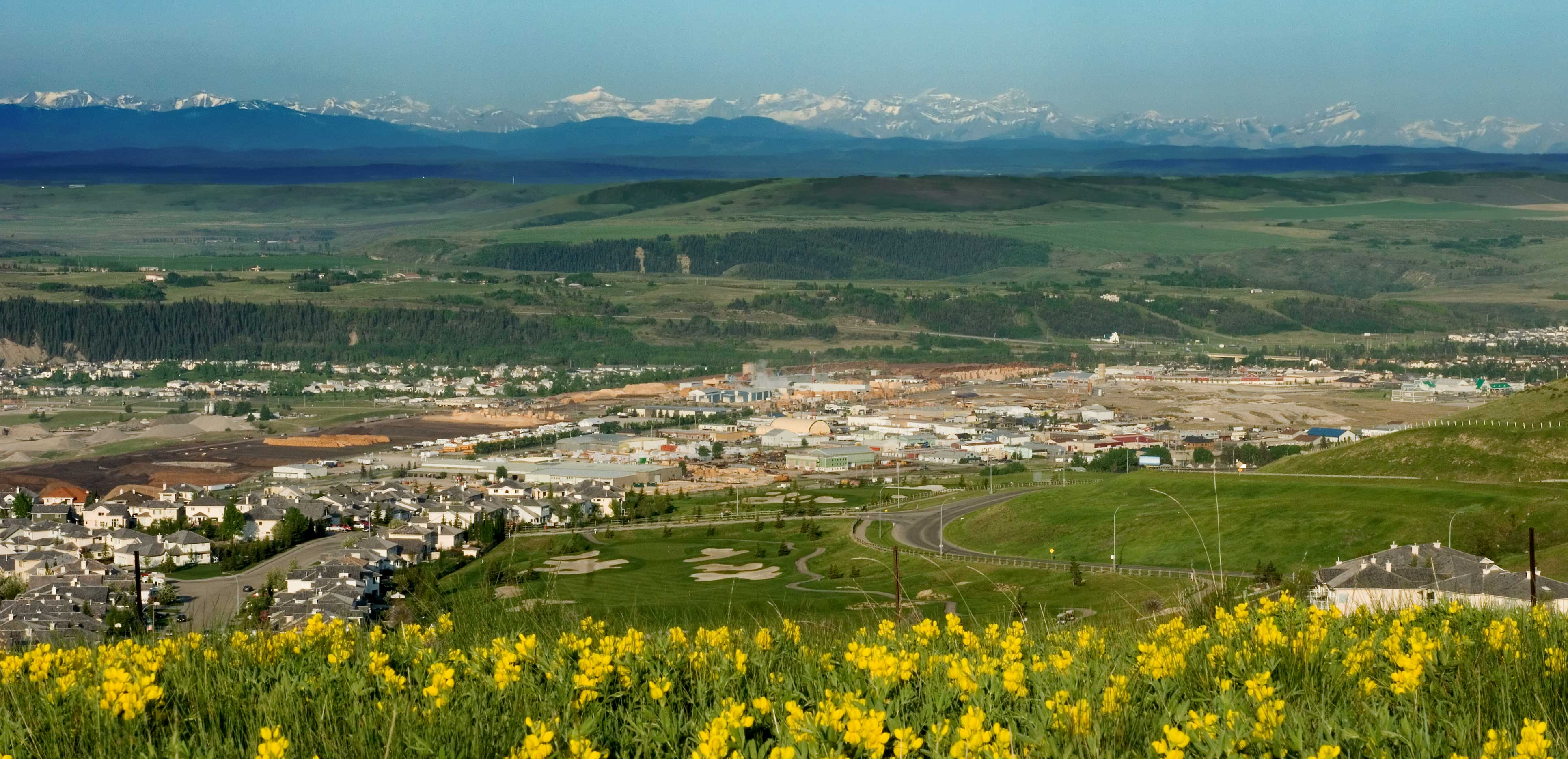
Cochrane
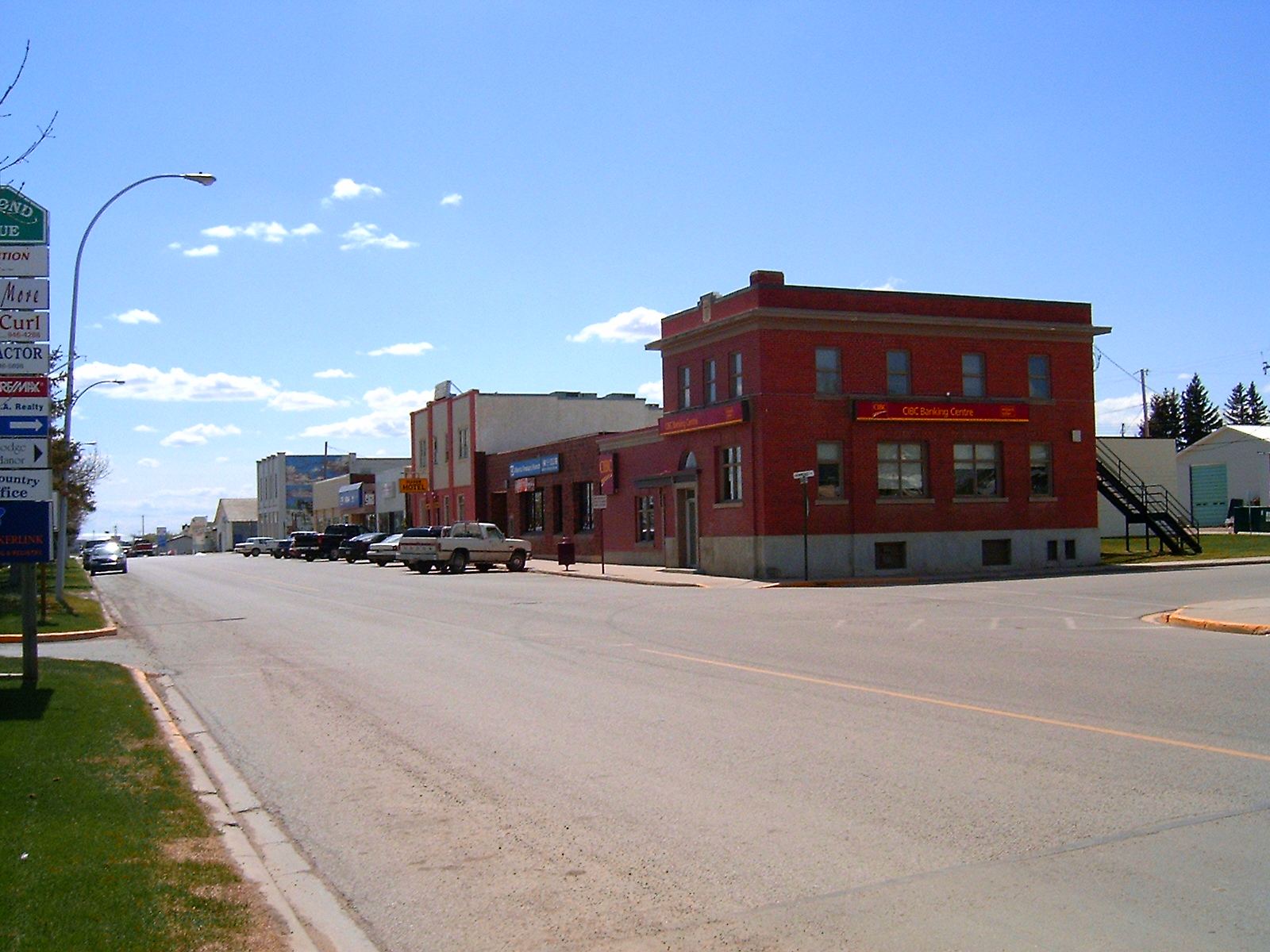
Crossfield
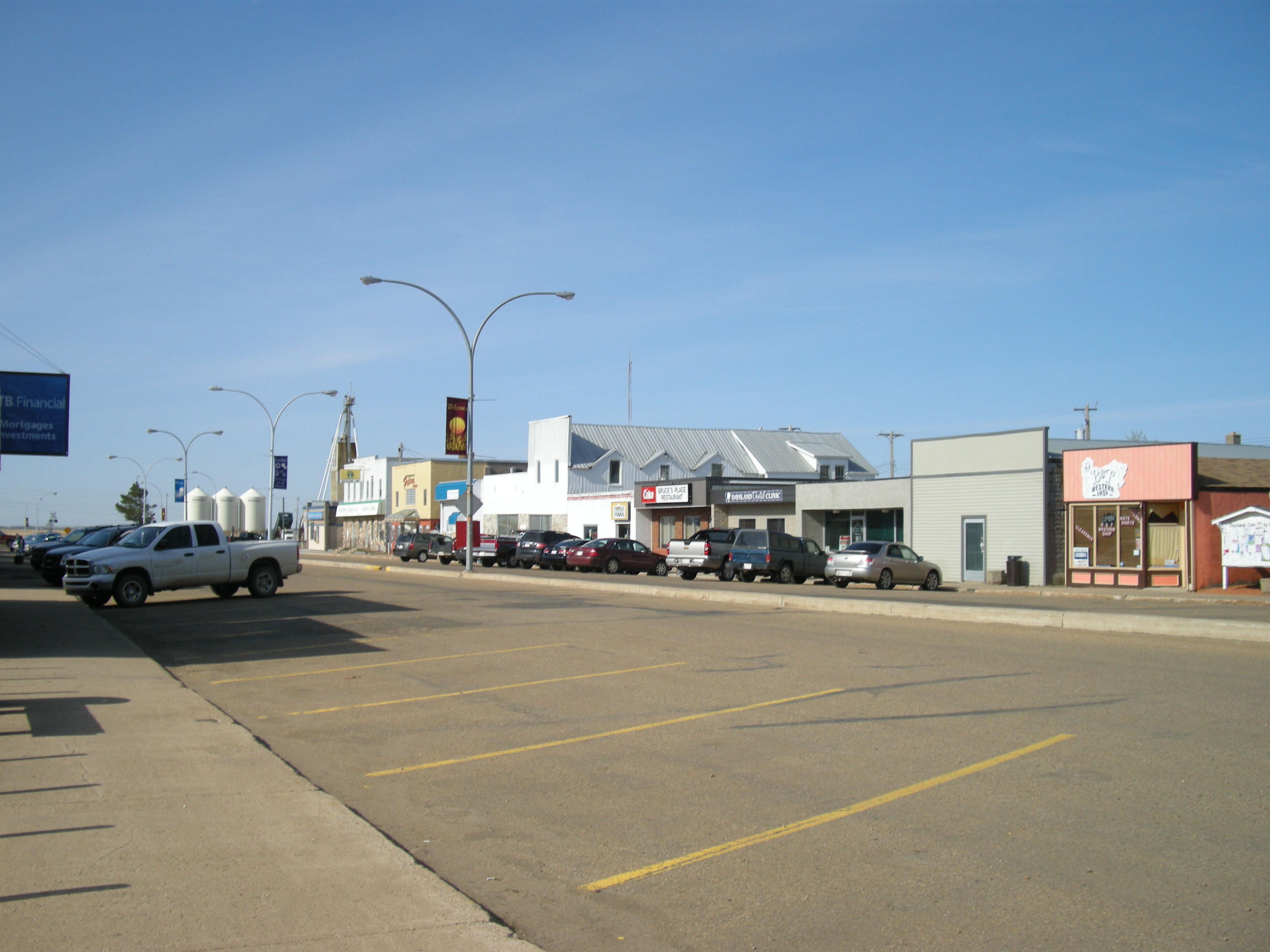
Daysland
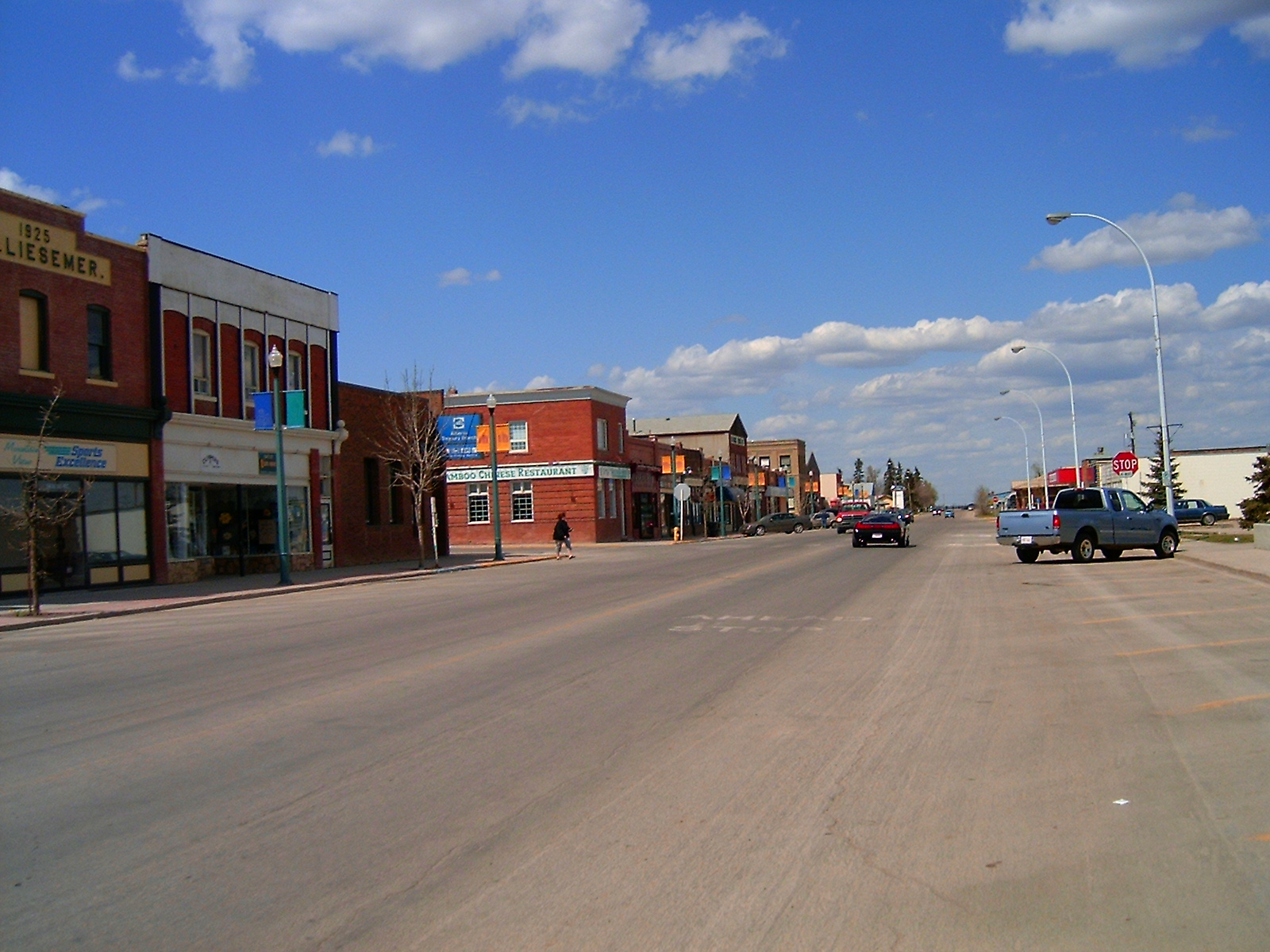
Didsbury
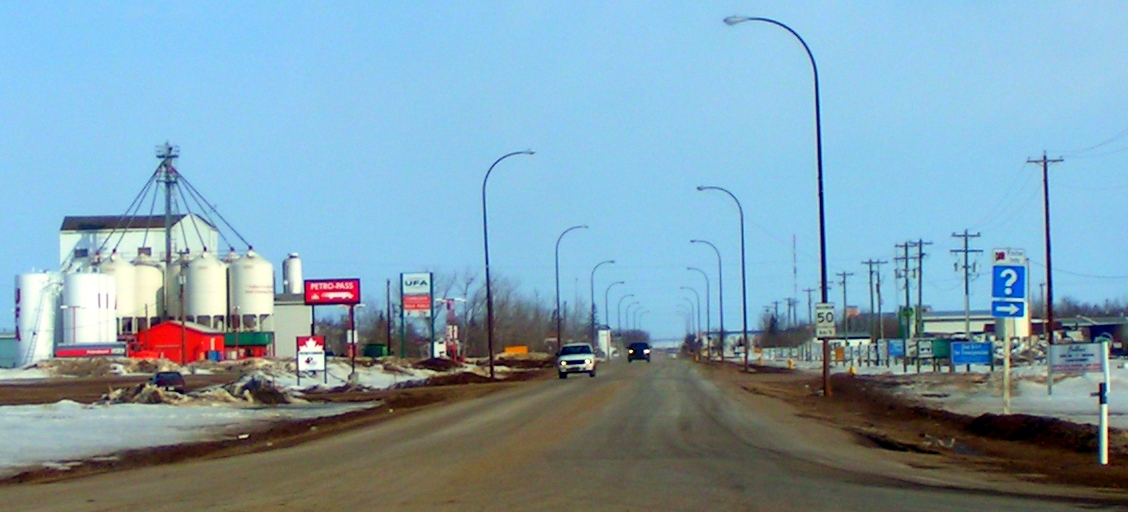
Falher
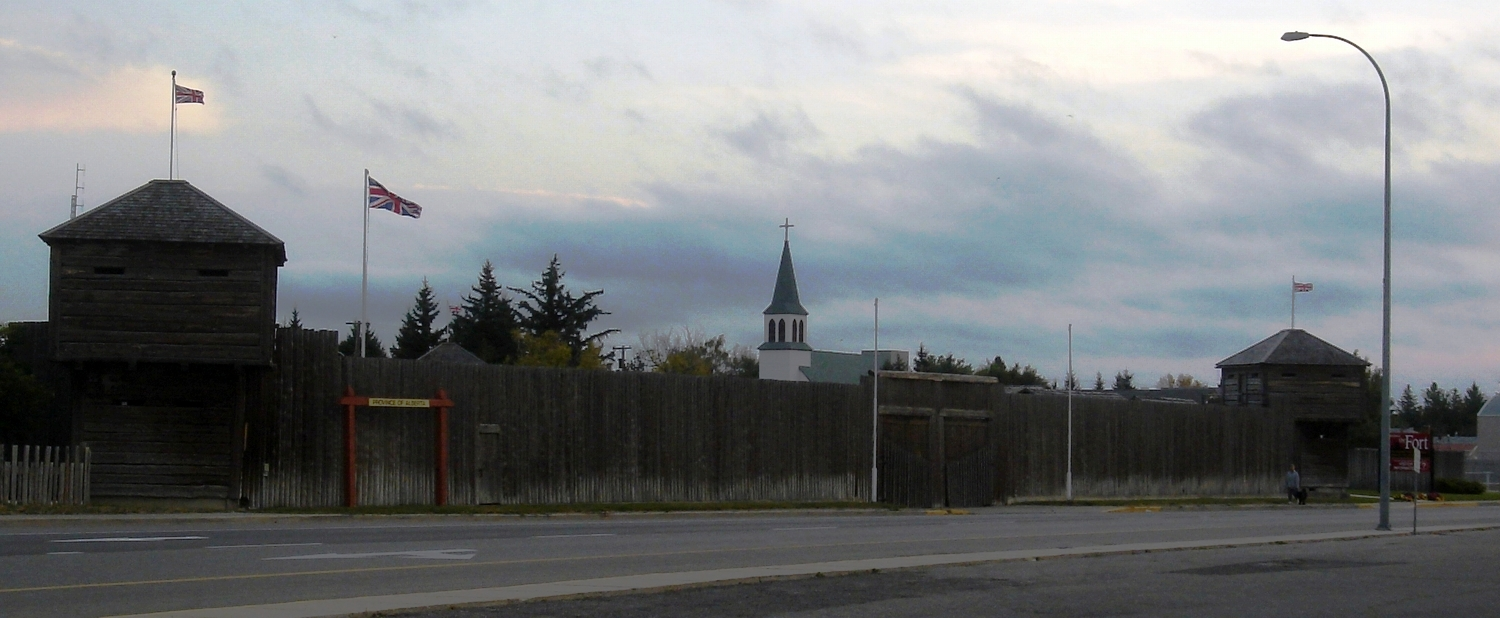
Fort Macleod
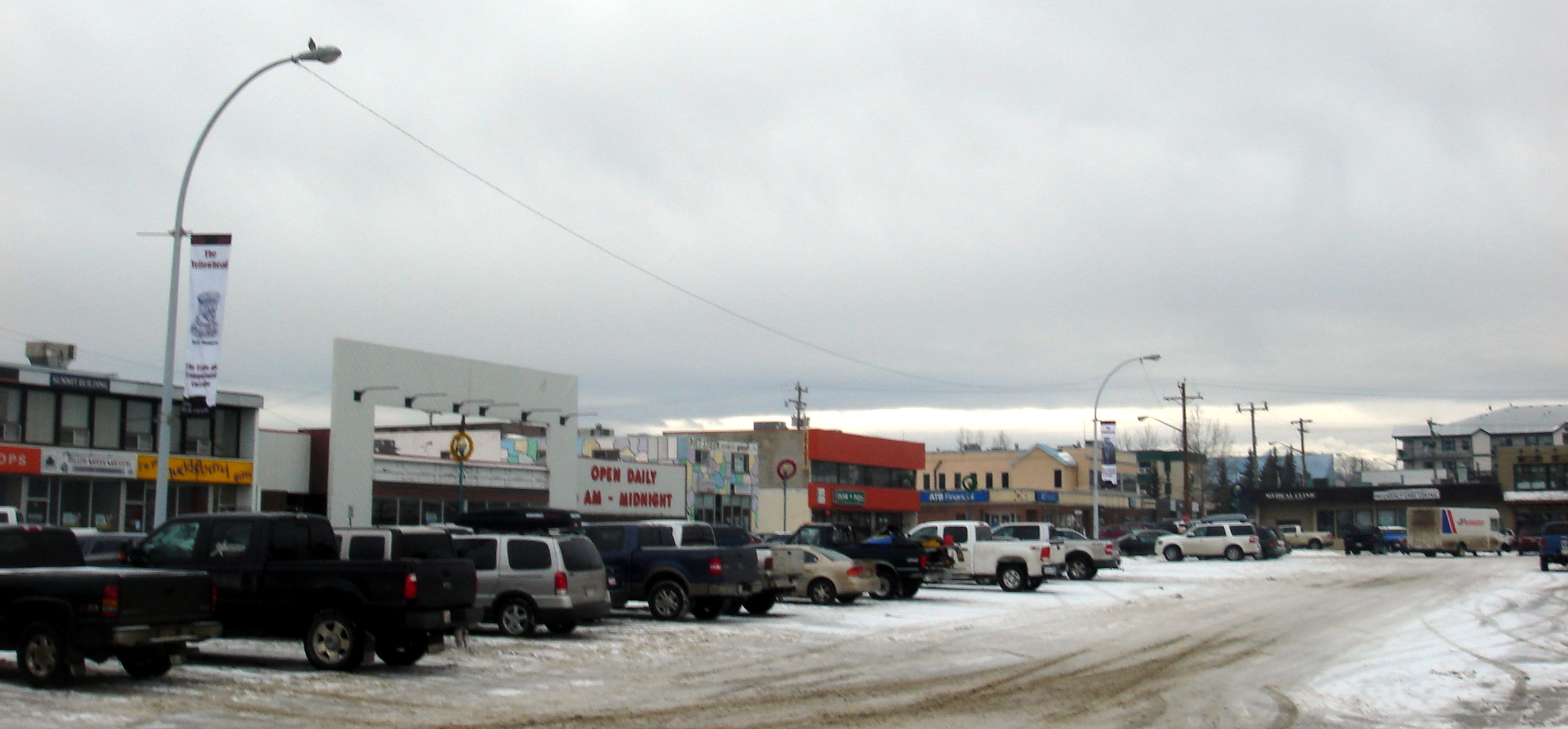
Hinton
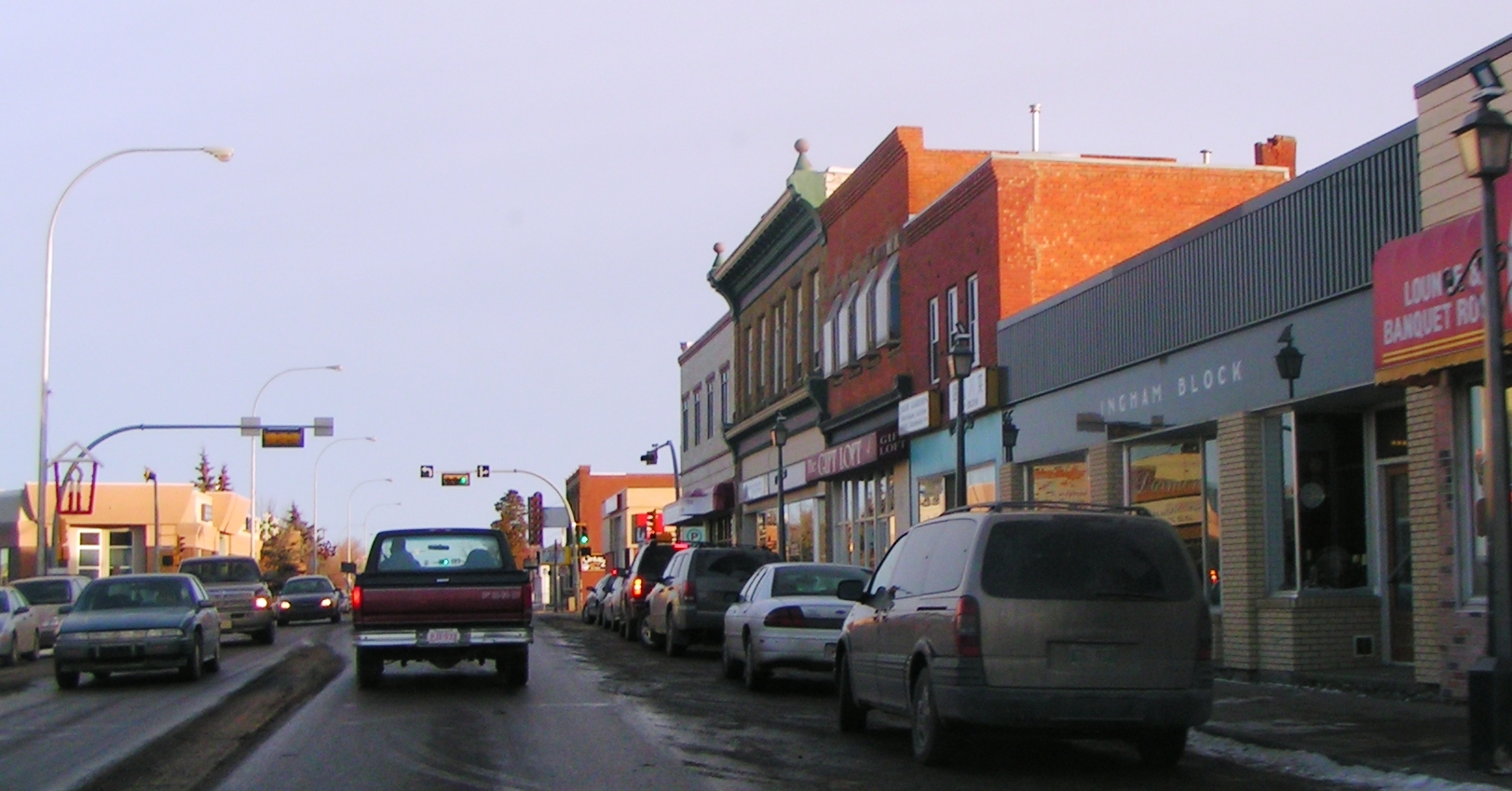
Innisfail
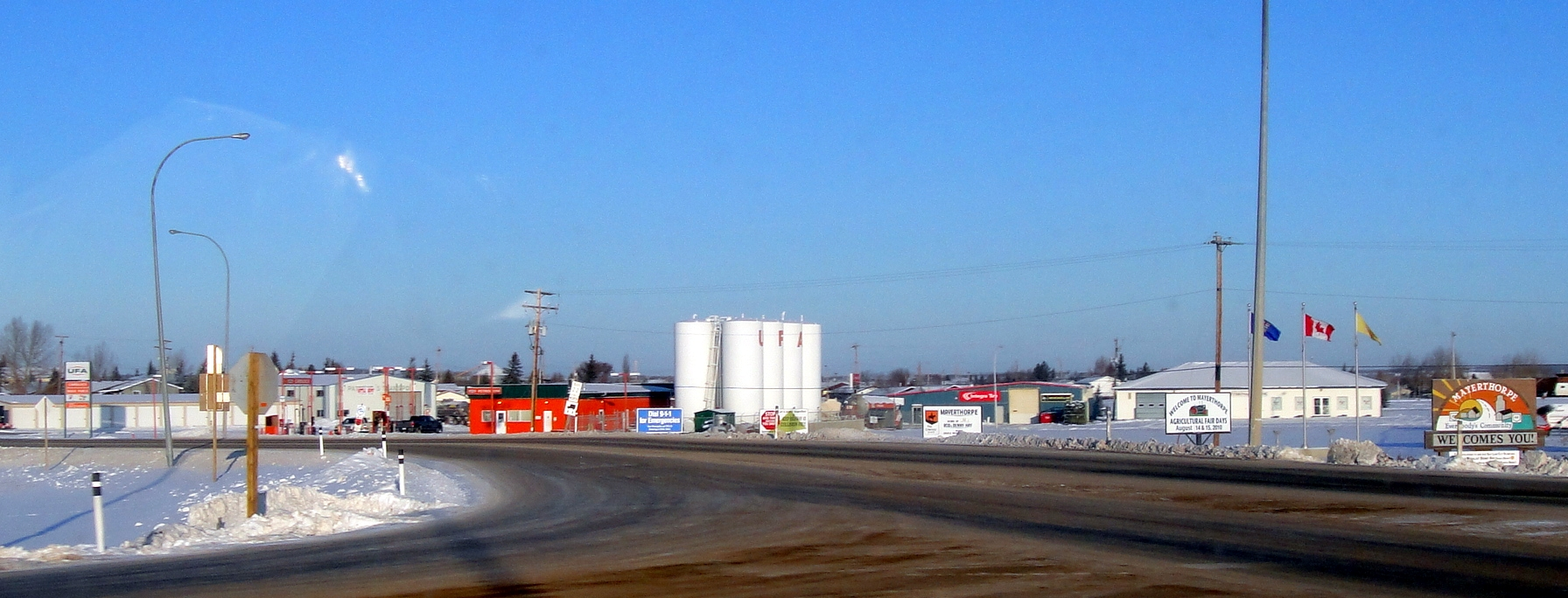
Mayerthorpe
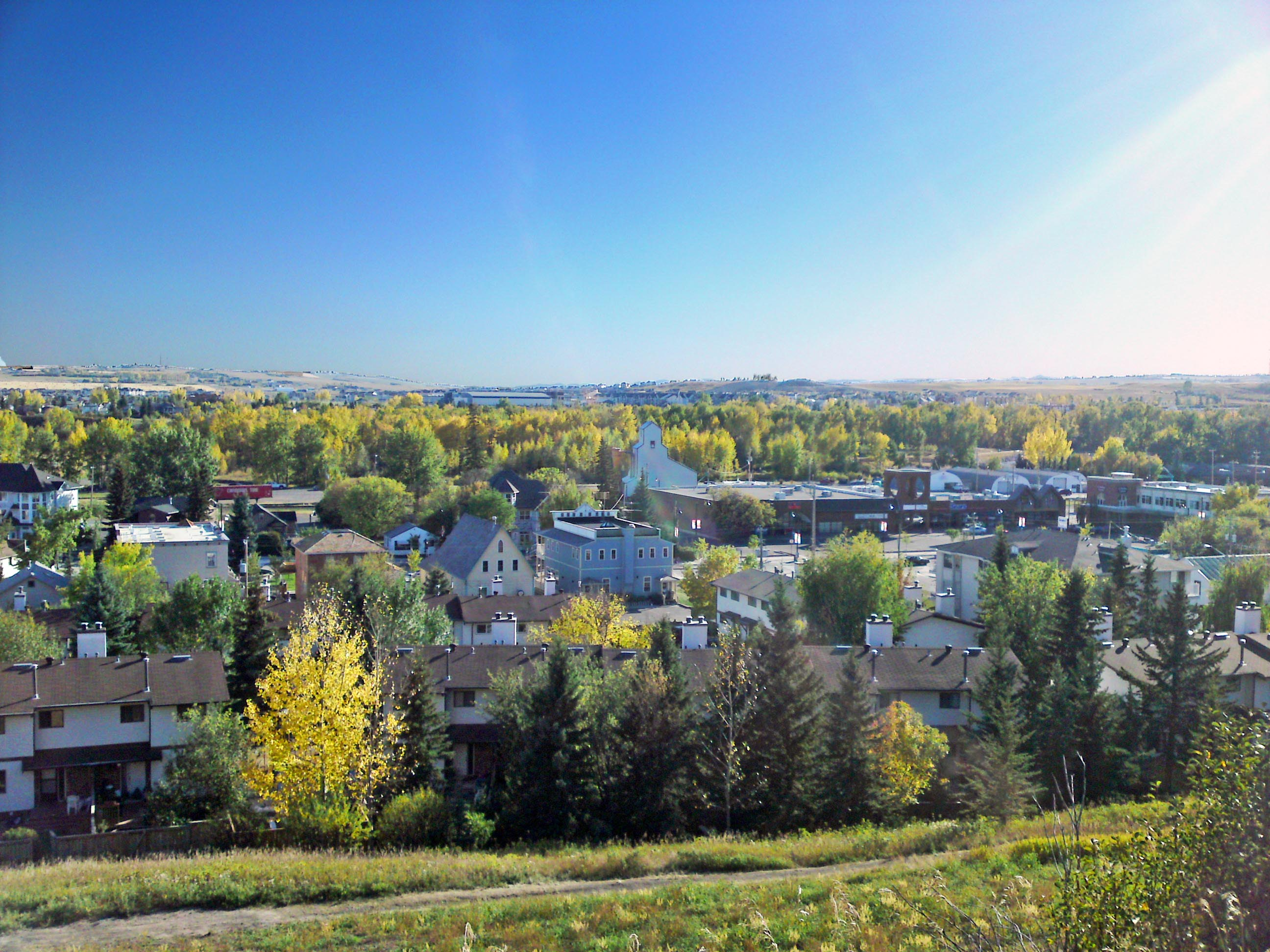
Okotoks
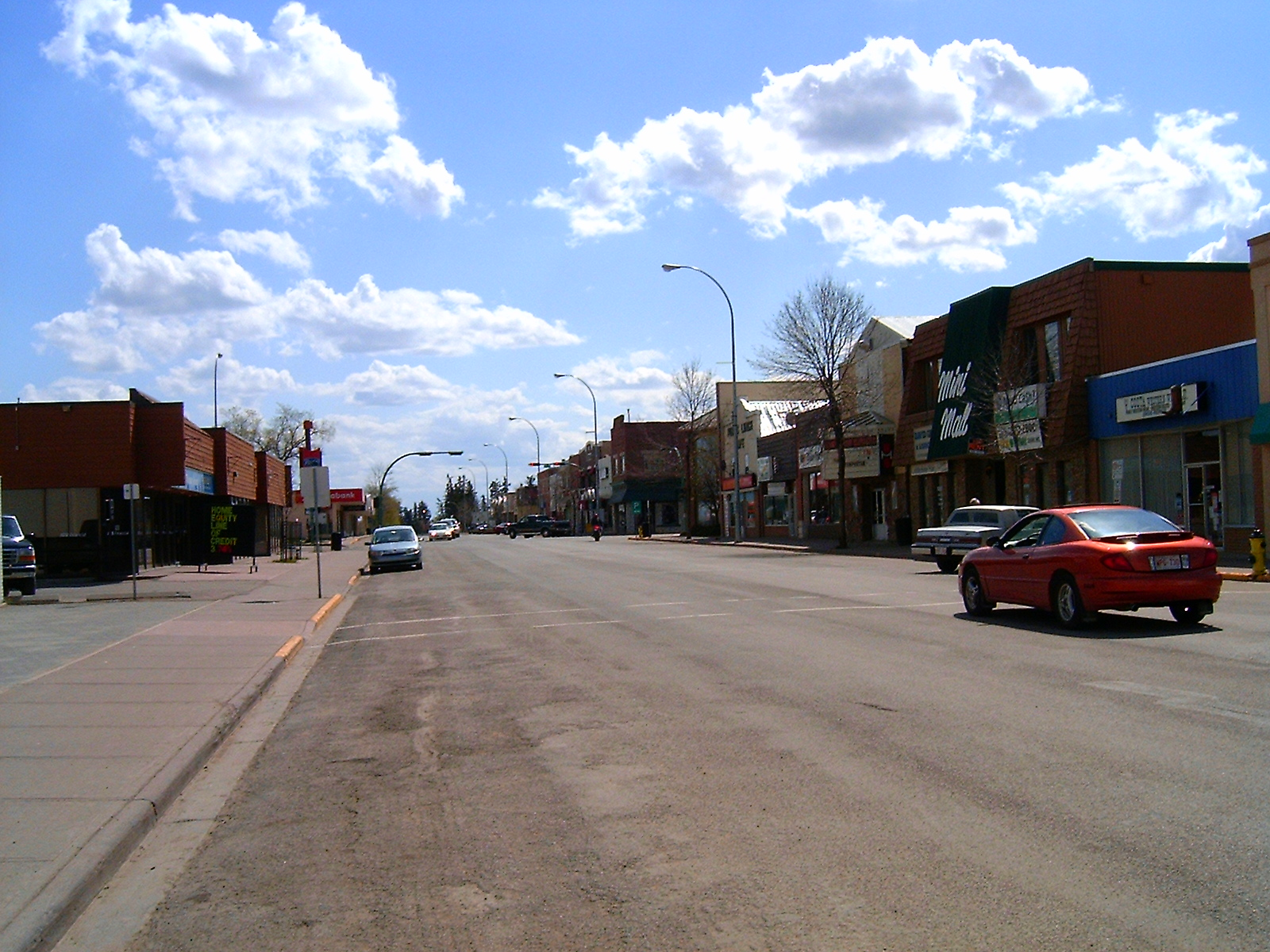
Olds
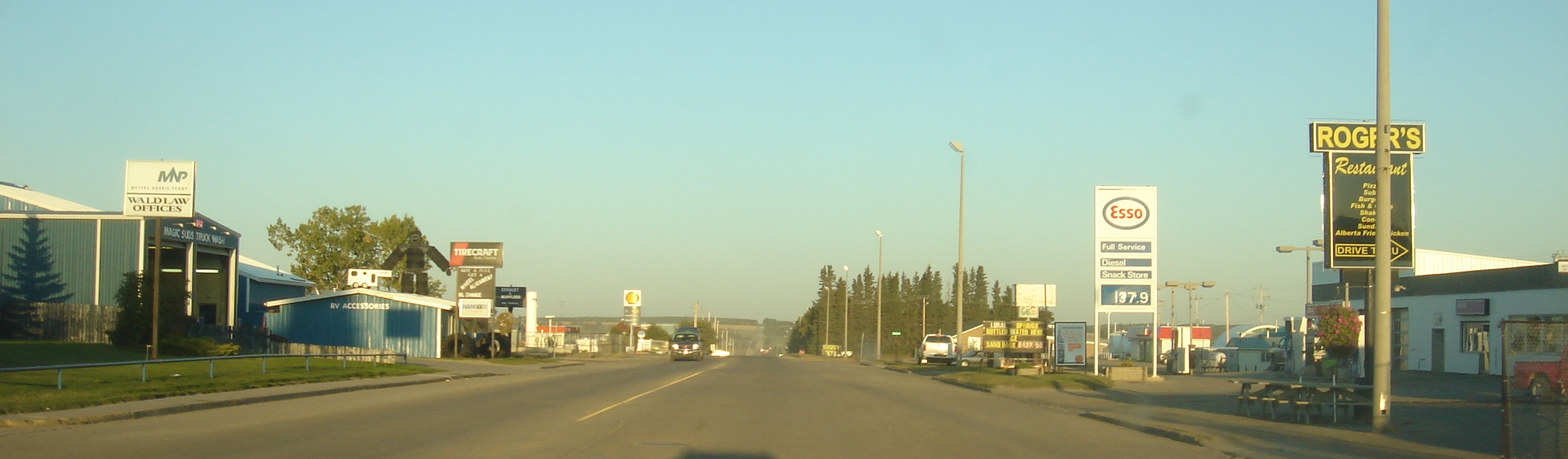
Rimbey
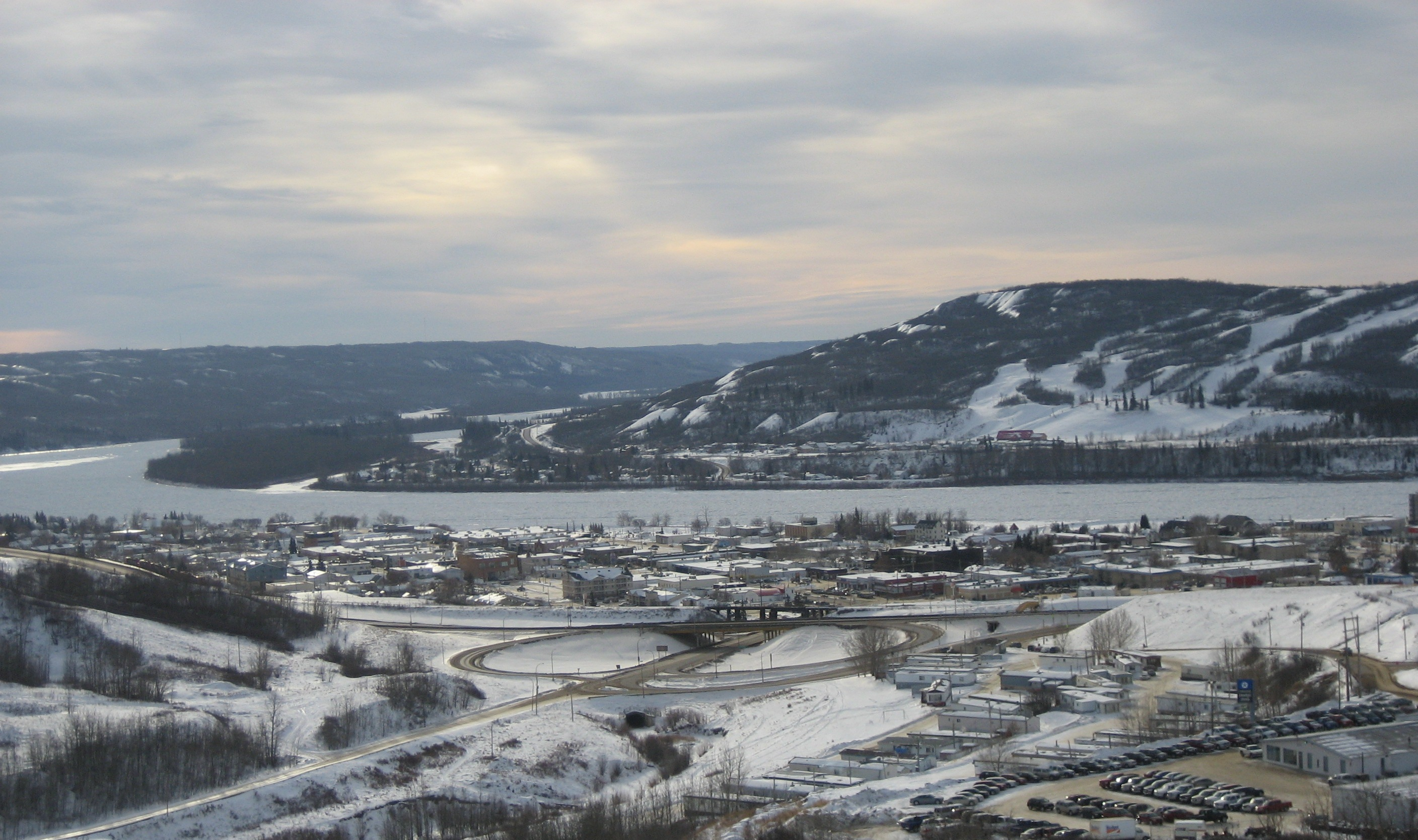
Rivière-la-Paix
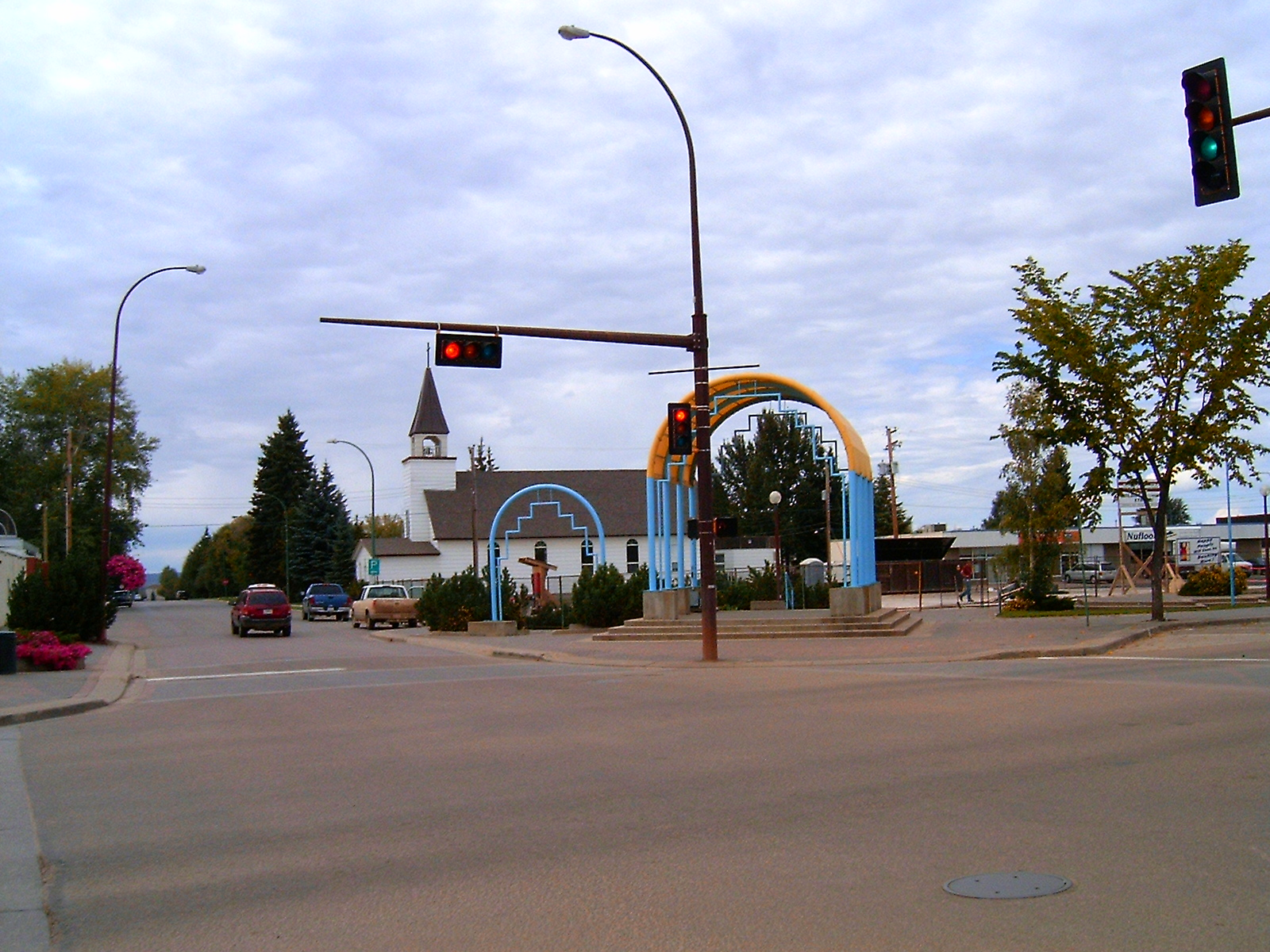
Slave Lake
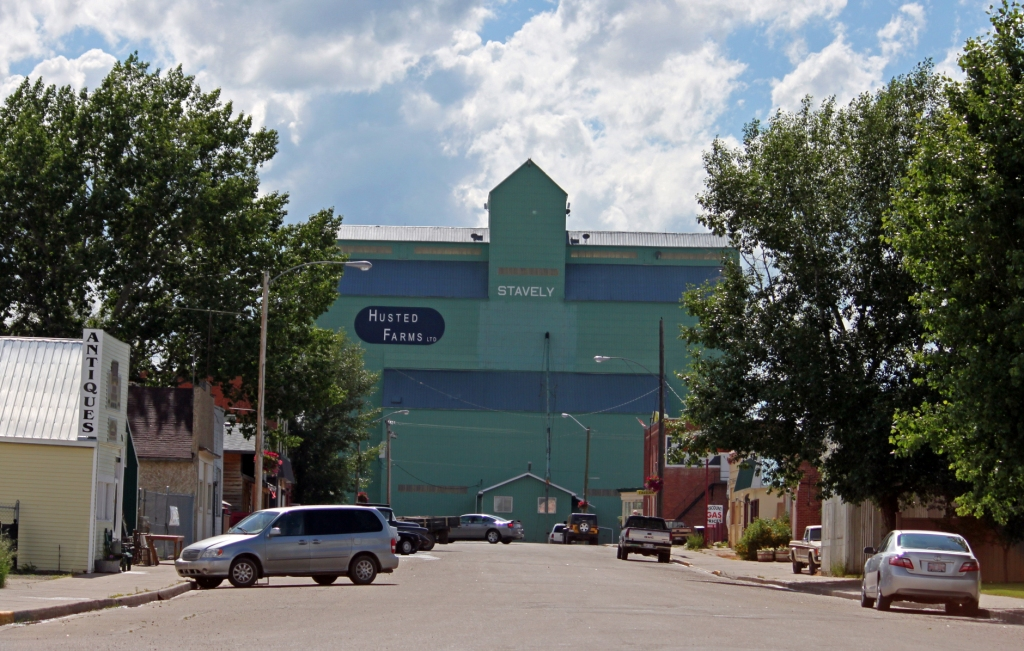
Stavely
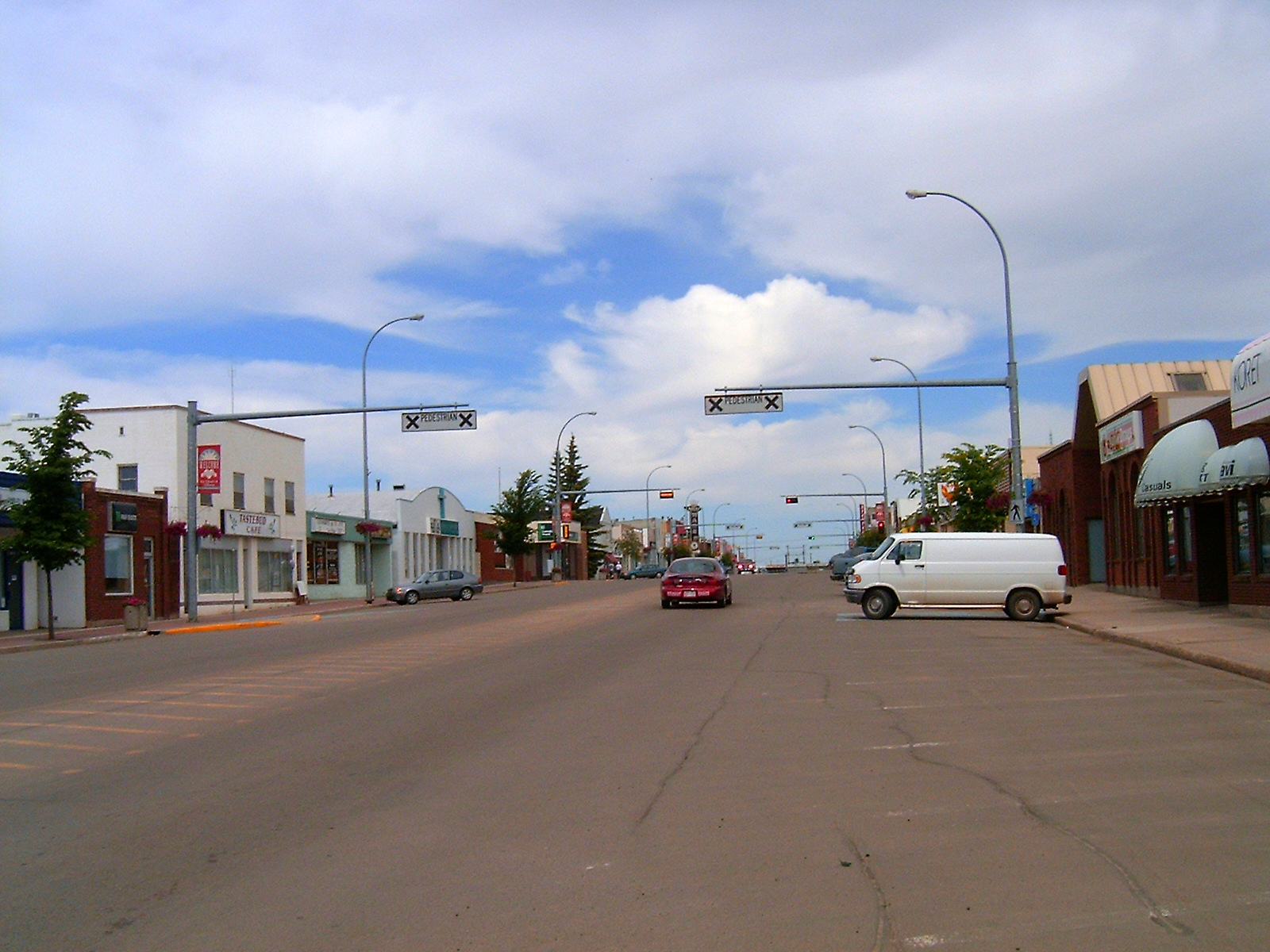
Stettler
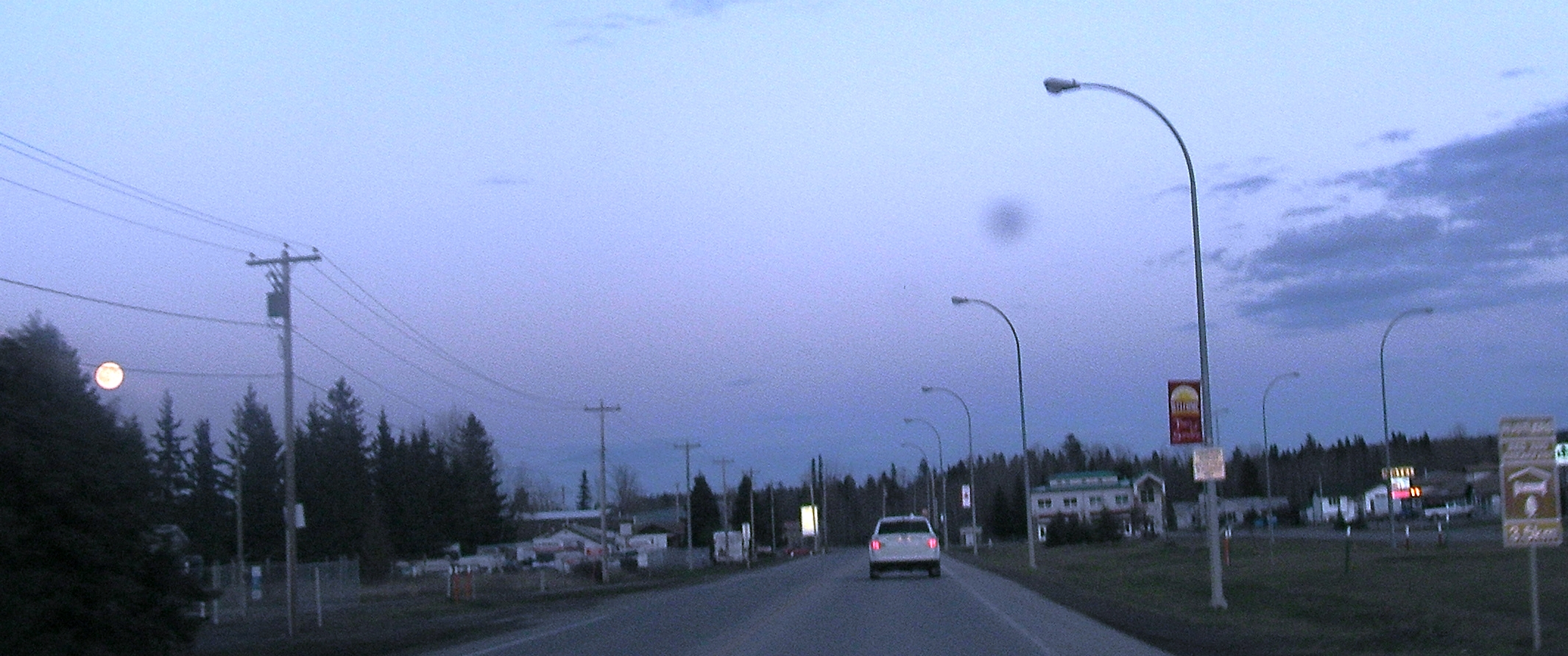
Sundre
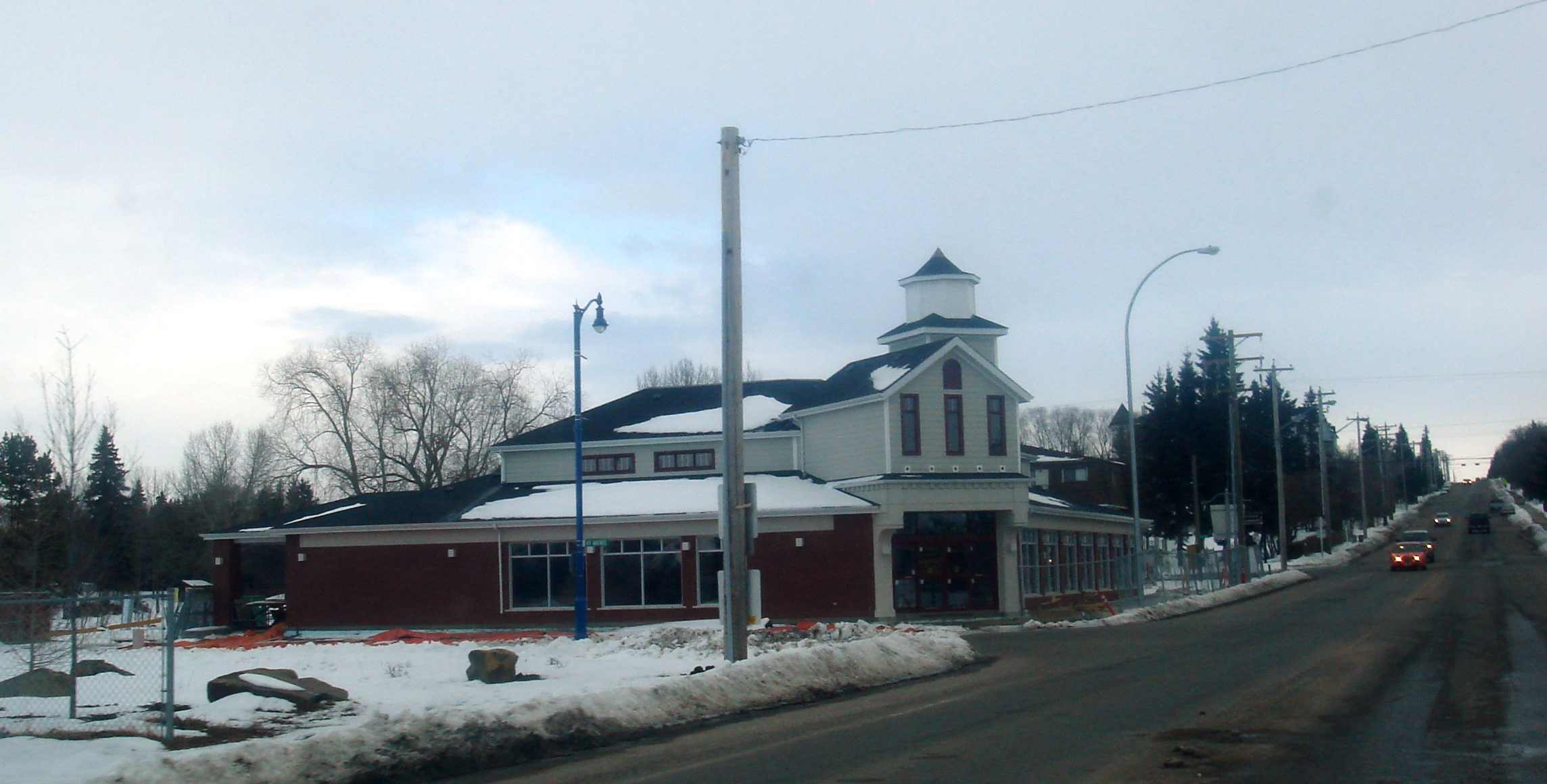
Sylvan Lake
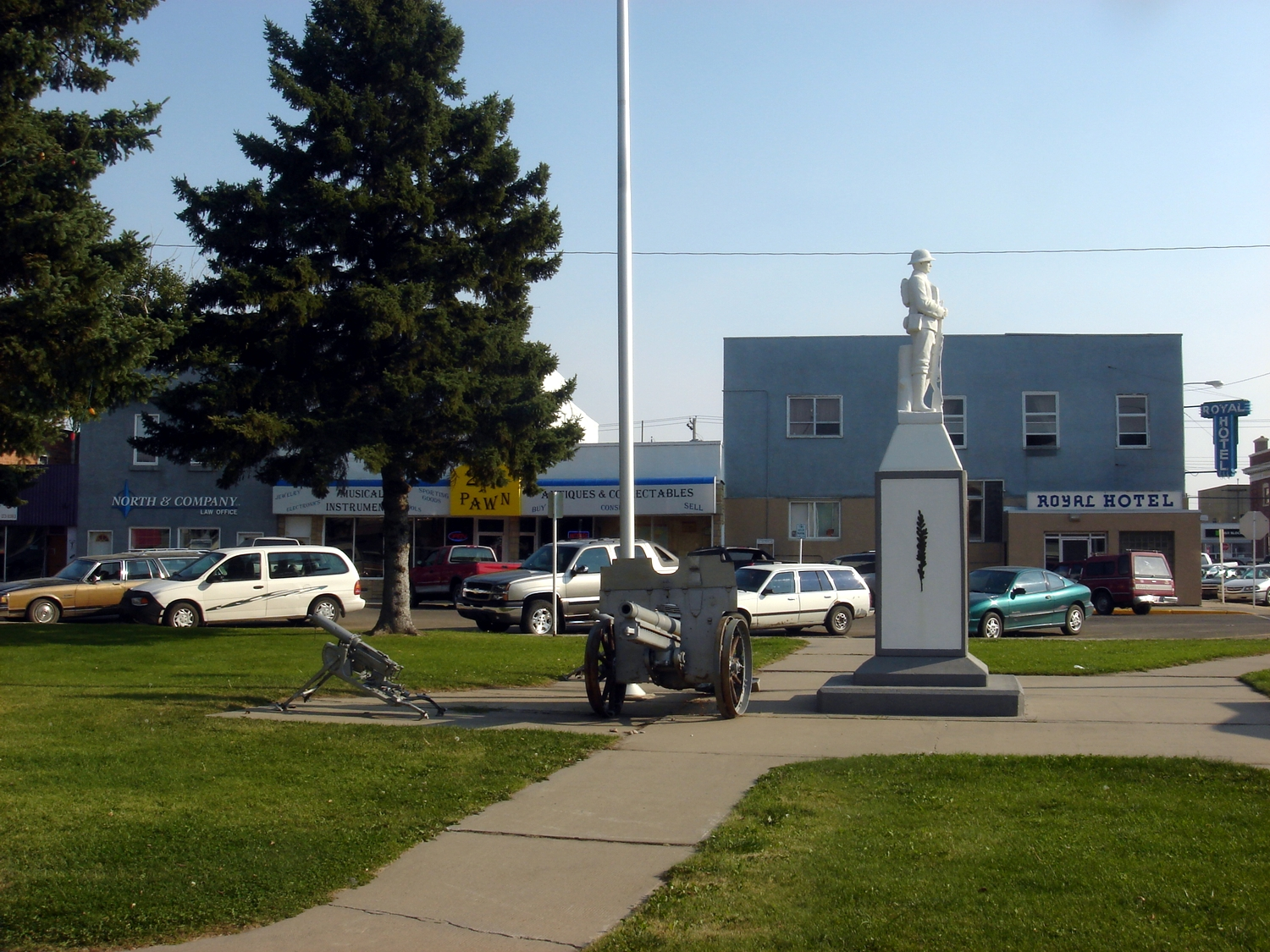
Taber
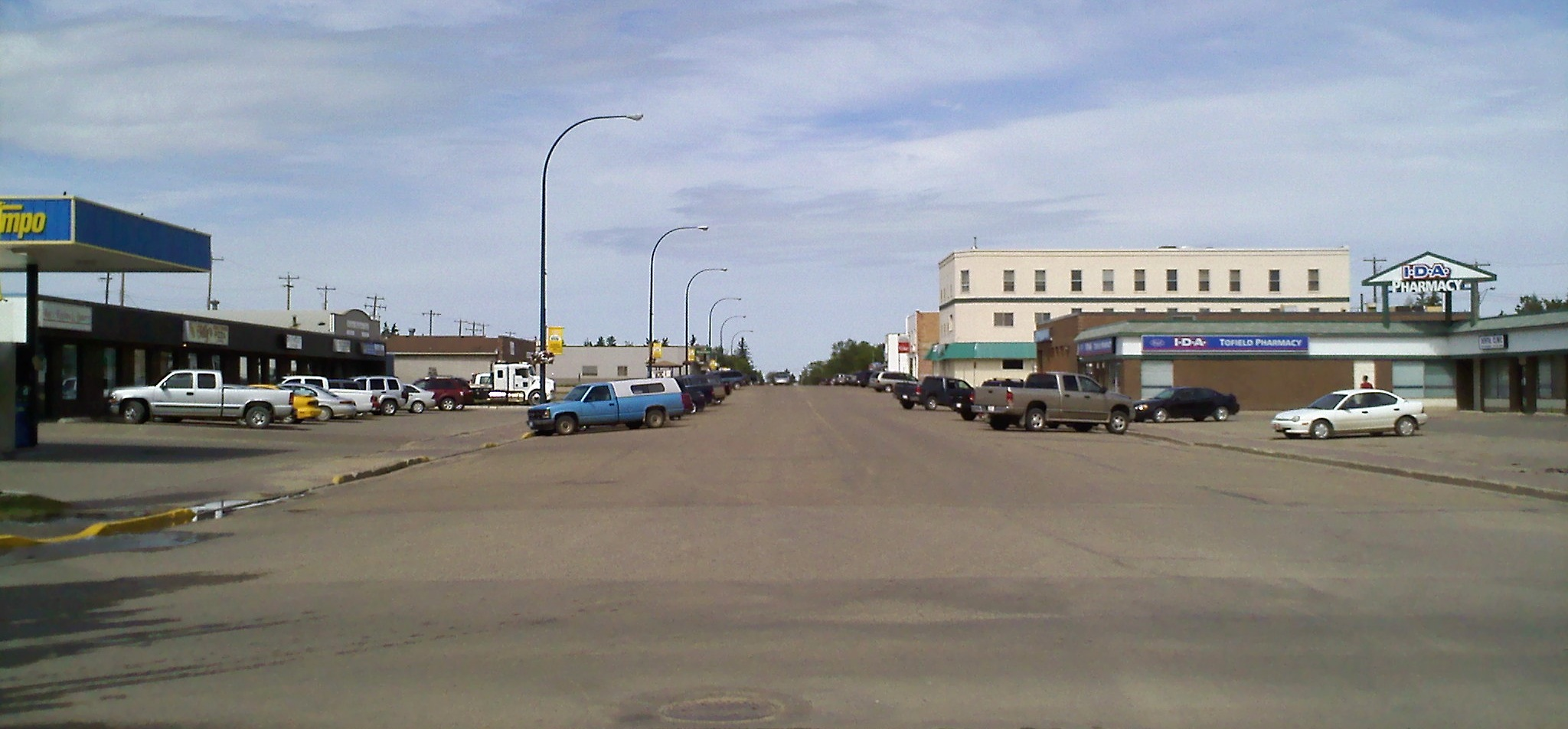
Tofield
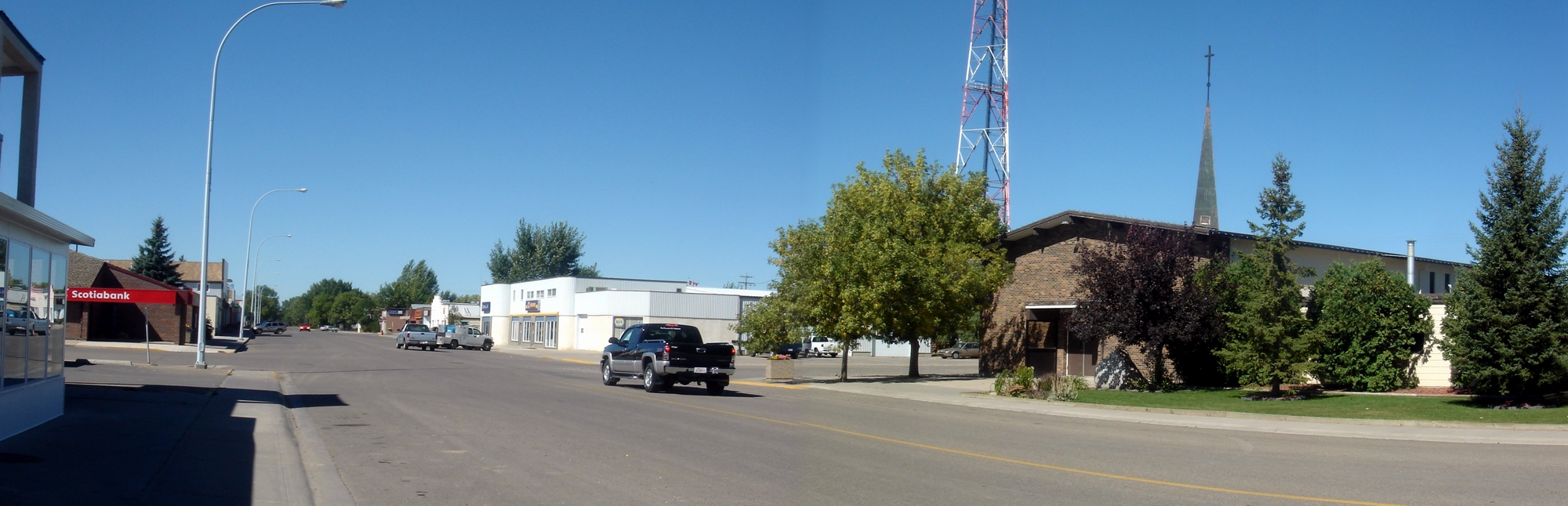
Vauxhall
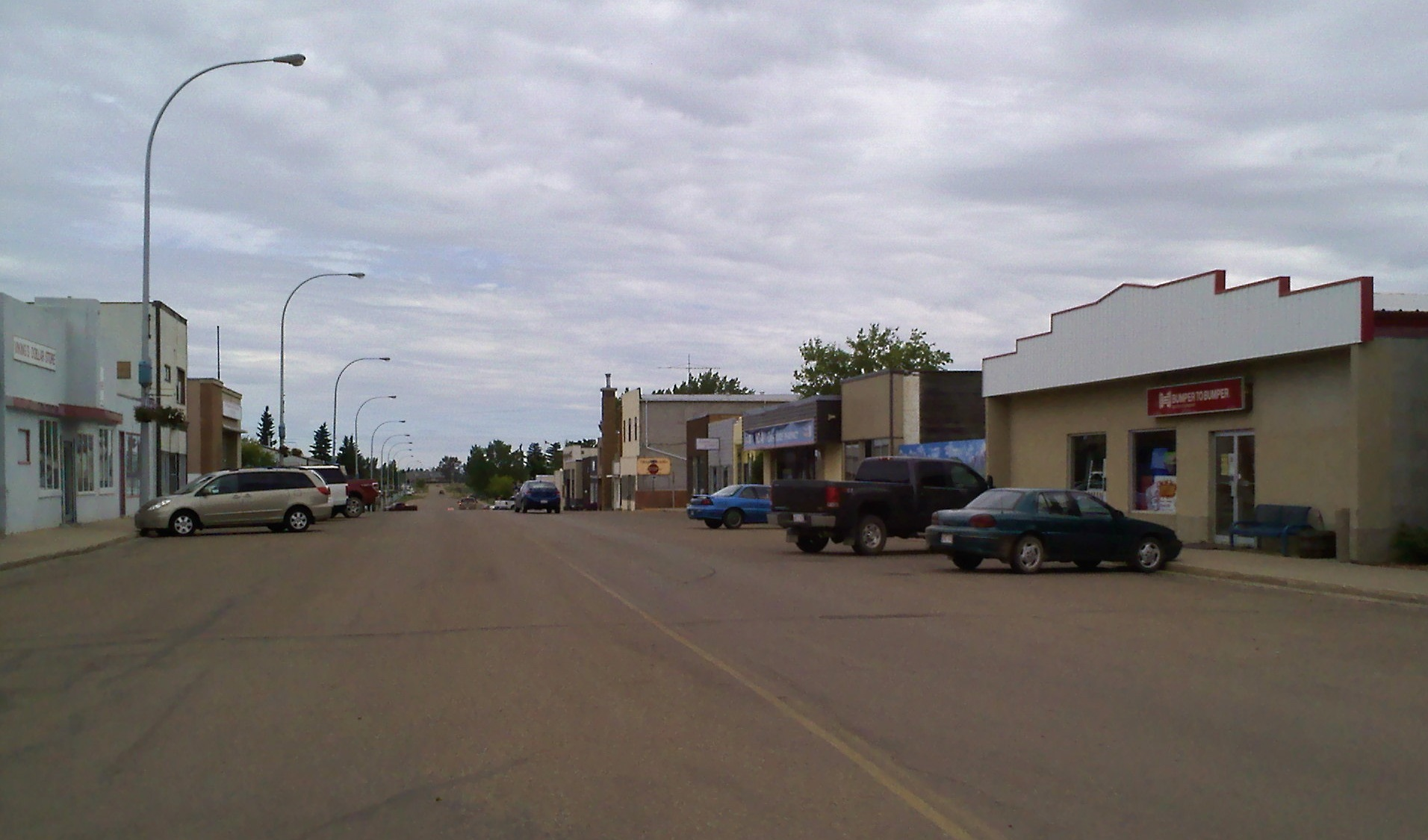
Viking
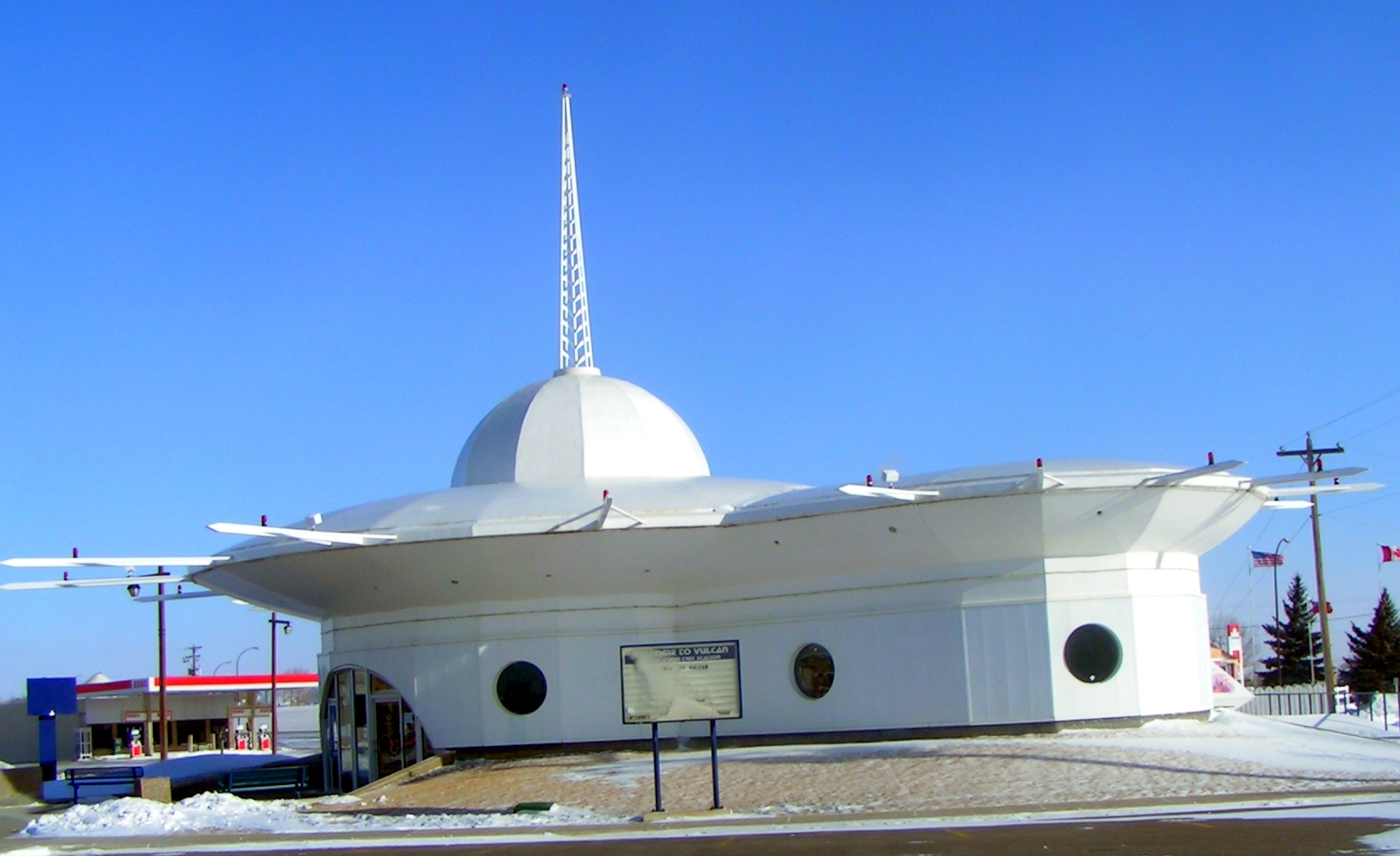
Vulcan
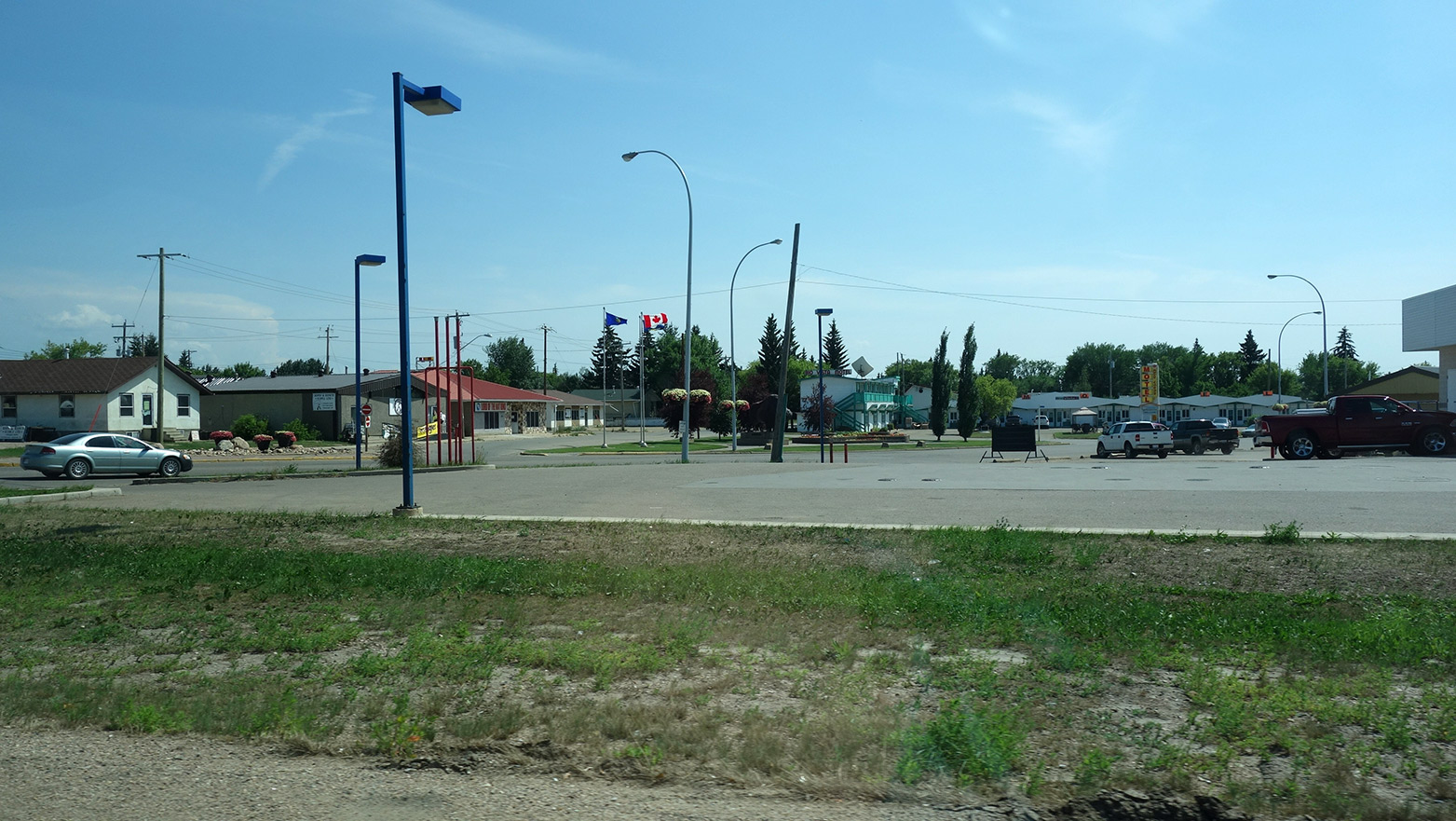
Wainwright
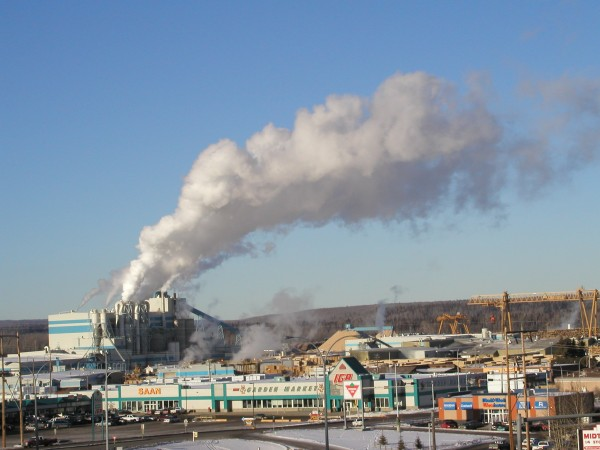
Whitecourt